# كندا في الألعاب الأولمبية الصيفية 2024
كندا شاركت في دورة الألعاب الأولمبية الصيفية 2024 في باريس، فرنسا، من 26 تموز إلى 11 آب 2024. ومنذ ظهورها الأول سنة 1900، شارك الرياضيون الكنديون في جميع نسخ الألعاب الأولمبية الصيفية، باستثناء دورة الألعاب الأولمبية الصيفية 1980 في موسكو بسبب دعم البلاد للمقاطعة التي قادتها الولايات المتحدة.
تألف الفريق الكندي النهائي من 315 رياضيًا (123 رجلًا و192 امرأة). وفي 16 تموز 2024، تم تأكيد الفريق النهائي المكون من 316 رياضيًا، إلى جانب 22 بديلًا، من قبل اللجنة الأولمبية الكندية. ويمثل الفريق رياضيون من تسع مقاطعات وأقاليم كندية. في اليوم التالي، انسحب بطل العشاري بيرس ليبيج من الفريق بسبب الإصابة، مما جعل عدد الرياضيين 315. وفي 24 تموز 2024، تم تعيين العداء أندريه دي غراس ورافعة الأثقال مود شارون لحمل العلم الكندي في حفل الافتتاح. وفي المقابل، تم تعيين بطل رمي المطرقة الأولمبي إيثان كاتزبيرج والبطلة متعددة الميداليات الذهبية سمر ماكنتوش لحمل العلم الكندي في حفل الختام في 11 آب 2024.
فاز الرياضيون الكنديون بـ 27 ميدالية (تسع ذهبية وسبع فضية و11 برونزية). وهذا يعني أن كندا احتلت المرتبة الثانية عشرة في جدول الميداليات، والمرتبة الحادية عشرة من حيث إجمالي عدد الميداليات. وتُعد حصيلة الـ 27 ميدالية ثاني أفضل نتيجة في تاريخ كندا (بعد دورة الألعاب الأولمبية الصيفية 1984 التي شهدت مقاطعة)، متجاوزة حصيلة 24 ميدالية التي أُحرزت عام 2020. كما أن تسع الميداليات الذهبية تُعد ثاني أعلى حصيلة ذهبية في تاريخ كندا (بعد ألعاب 1984 التي شهدت مقاطعة).

## الإدارة
في أيّار 2022، تم تعيين بطل أولمبياد أتلانتا 1996 بروني سورين رئيسًا للبعثة الكندية. تم اختيار سورين بسبب "إنجازاته الرياضية، وعمله الخيري، ومهاراته في الخطابة التحفيزية، ولأنه قدوة للرياضيين الشباب".

## الفائزون بالميداليات
فاز الرياضيون الكنديون التاليون بميداليات خلال الألعاب. في الأقسام الخاصة بكل رياضة أدناه، يتم تمييز أسماء الفائزين بالميداليات بخط غامق.
الميداليات حسب الرياضة
| الرياضة                | ذهبية | فضية | برونزية | المجموع |
| ---------------------- | ----- | ---- | ------- | ------- |
| السباحة                | 3     | 2    | 3       | 8       |
| ألعاب القوى            | 3     | 1    | 1       | 5       |
| الكانوي                | 1     | 0    | 1       | 2       |
| البريك دانس            | 1     | 0    | 0       | 1       |
| الجودو                 | 1     | 0    | 0       | 1       |
| الكرة الطائرة الشاطئية | 0     | 1    | 0       | 1       |
| التجديف                | 0     | 1    | 0       | 1       |
| الركبي السباعي         | 0     | 1    | 0       | 1       |
| رفع الأثقال            | 0     | 1    | 0       | 1       |
| الملاكمة               | 0     | 0    | 1       | 1       |
| الغطس                  | 0     | 0    | 1       | 1       |
| المبارزة               | 0     | 0    | 1       | 1       |
| الجمباز                | 0     | 0    | 1       | 1       |
| التايكواندو            | 0     | 0    | 1       | 1       |
| التنس                  | 0     | 0    | 1       | 1       |
| المجموع                | 9     | 7    | 11      | 27      |

الميداليات حسب التاريخ
| التاريخ | ذهبية | فضية | برونزية | المجموع |
| ------- | ----- | ---- | ------- | ------- |
| 27 تموز | 0     | 1    | 0       | 1       |
| 28 تموز | 0     | 0    | 1       | 1       |
| 29 تموز | 2     | 0    | 1       | 3       |
| 30 تموز | 0     | 1    | 0       | 1       |
| 31 تموز | 0     | 0    | 1       | 1       |
| 1 آب    | 1     | 0    | 0       | 1       |
| 2 آب    | 0     | 0    | 3       | 3       |
| 3 آب    | 1     | 2    | 1       | 4       |
| 4 آب    | 1     | 0    | 1       | 2       |
| 5 آب    | 0     | 0    | 0       | 0       |
| 6 آب    | 1     | 0    | 0       | 1       |
| 7 آب    | 0     | 0    | 1       | 1       |
| 8 آب    | 0     | 1    | 1       | 2       |
| 9 آب    | 1     | 1    | 1       | 3       |
| 10 آب   | 2     | 1    | 0       | 3       |
| 11 آب   | 0     | 0    | 0       | 0       |
| المجموع | 9     | 7    | 11      | 27      |

الرياضيون الحاصلون على أكثر من ميدالية
| الاسم        | الرياضة | ذهبية | فضية | برونزية | المجموع |
| ------------ | ------- | ----- | ---- | ------- | ------- |
| سمر ماكنتوش  | السباحة | 3     | 1    | 0       | 4       |
| كايتي فينسنت | الكانوي | 1     | 0    | 1       | 2       |
| إيليا خارون  | السباحة | 0     | 0    | 2       | 2       |

## المنافسون
القائمة التالية هي عدد المنافسين الذين سيتنافسون في الألعاب.
| رياضة              | الرجال | نحيف | المجموع |
| ------------------ | ------ | ---- | ------- |
| الرماية            | 1      | 1    | 2       |
| السباحة الفنية     | 0      | 8    | 8       |
| ألعاب القوى        | 22     | 26   | 48      |
| تنس الريشة         | 3      | 1    | 4       |
| كرة السلة          | 12     | 16   | 28      |
| ملاكمة             | 1      | 1    | 2       |
| كسر                | 1      | 0    | 1       |
| التجديف            | 6      | 9    | 15      |
| ركوب الدراجات      | 11     | 11   | 22      |
| الغوص              | 2      | 3    | 5       |
| الفروسية           | 4      | 5    | 9       |
| سياج               | 7      | 5    | 12      |
| كرة القدم          | 0      | 18   | 18      |
| الجولف             | 2      | 2    | 4       |
| الجمباز            | 5      | 6    | 11      |
| الجودو             | 3      | 4    | 7       |
| تجديف              | 0      | 11   | 11      |
| سباعيات الرجبي     | 0      | 12   | 12      |
| الإبحار            | 2      | 4    | 6       |
| إطلاق نار          | 2      | 1    | 3       |
| التزلج على الألواح | 3      | 1    | 4       |
| ركوب الأمواج       | 0      | 1    | 1       |
| سباحة              | 12     | 17   | 29      |
| كرة الطاولة        | 3      | 1    | 4       |
| التايكوندو         | 0      | 2    | 2       |
| التنس              | 2      | 3    | 5       |
| الترياتلون         | 2      | 1    | 3       |
| الكرة الطائرة      | 14     | 4    | 18      |
| كرة الماء          | 0      | 13   | 13      |
| رفع الأثقال        | 1      | 1    | 2       |
| مصارعة             | 2      | 4    | 6       |
| المجموع            | 123    | 192  | 315     |

## الرماية
تأهلت كندا برياضي واحد في فئة القوس المنحني للرجال بعد أن حلّ ضمن المراكز الثلاثة الأولى في بطولة العالم للرماية 2023 في برلين، ألمانيا. كما تأهلت كندا برياضية واحدة في فئة القوس المنحني للسيدات بعد أن حلت في المركز الأول في التصفيات القارية الأمريكية التي أُقيمت في ميديين، كولومبيا. وتم الإعلان عن الفريق النهائي في 28 حزيران 2024.
| إريك بيترز                | فردي الرجال  | 659  | 36 | Abdullin (كازاخستان) · W 6–4 | Bommadevara (الهند) · W 6–5 | Nespoli (إيطاليا) · ل 2–6 | =9 |
| فيرجيني شينييه            | فردي السيدات | 649  | 33 | Octavia (إندونيسيا) · ل 2–6  | =33                         |                           |    |
| إريك بيترز فيرجيني شينييه | فريق مختلط   | 1308 | 20 | 20                           |                             |                           |    |

## السباحة الفنية
تأهلت كندا بفريق كامل مكون من ثماني سباحات فنيات. وجاء التأهل بعدما احتل الفريق المركز الخامس بين الفرق غير المتأهلة في الروتينات البهلوانية والحرّة والتقنية ضمن بطولة العالم للألعاب المائية 2024 في الدوحة، قطر. وبفضل تأهل الفريق، سُمح لكندا أيضًا بالمشاركة في منافسات الزوجي. تم الإعلان عن الفريق النهائي في 10 حزيران 2024.
| رياضي                                                                                                   | حدث   | الروتين الفني | الروتين الفني | روتين مجاني | روتين مجاني | روتين بهلواني | روتين بهلواني | المجموع  | المجموع |
| رياضي                                                                                                   | حدث   | نقاط          | رتبة          | نقاط        | رتبة        | نقاط          | رتبة          | نقاط     | رتبة    |
| --- | ----- | ------------- | ------------- | ----------- | ----------- | ------------- | ------------- | -------- | ------- |
| أودري لاموث جاكلين سيمونو                                                                               | دويتو | 201.5167      | 15            | 290.9103    | 3           | 492.4270      | 9             |          |         |
| سكارليت فين أودري لاموث جوني نيومان رافاييل بلانت كينزي بريديل كلير شيفيل جاكلين سيمونو فلورنس تريمبلاي | فريق  | 262.4808      | 7             | 343.6854    | 5           | 253.0567      | 6             | 859.2229 | 6       |

## ألعاب القوى

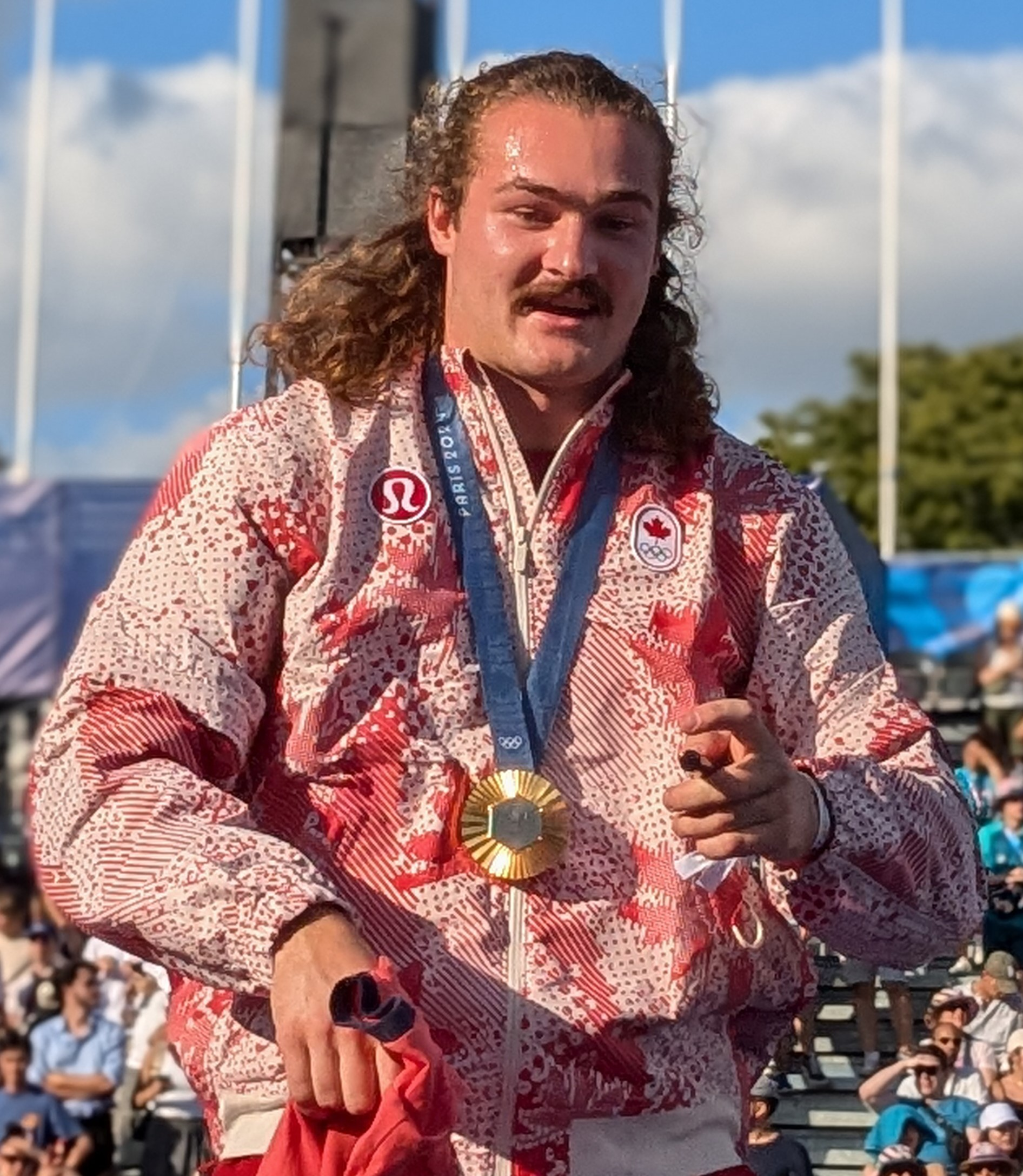
إيثان كاتزبيرج في الصورة مع الميدالية الذهبية التي فاز بها في مسابقة رمي المطرقة للرجال

حقق 48 رياضيًا ورياضية (22 رجلًا و26 امرأة) من كندا المعايير التأهيلية في ألعاب القوى، سواء بتحقيق الحد الأدنى أو من خلال التصنيف العالمي (بحد أقصى 3 رياضيين أو فريق تتابع واحد لكل فعالية). تأهل فريق التتابع المختلط وفريق المشي عبر بطولة العالم للمشي الجماعي 2024 في أنطاليا، تركيا، وبطولة التتابع العالمية 2024 في ناساو، جزر الباهاما. وتم اختيار الفريق النهائي وفقًا لمجموعة من المعايير التي وضعتها ألعاب القوى كندا. في 7 شباط 2024، تم تعيين كاميرون ليفينز وماليندي إلمور كأول عضوين في الفريق. وفي 14 أيار 2024، تم الإعلان عن أربعة رياضيين إضافيين. وفي 2 تموز 2024، تم الإعلان عن الفريق النهائي المكون من 48 رياضيًا (23 رجلًا و25 امرأة). وفي 5 تموز 2024، أضيف ثلاثة رياضيين آخرين (رجل واحد وامرأتان) ضمن عملية إعادة توزيع الحصص، ليصبح العدد 51 رياضيًا (24 رجلًا و27 امرأة). وكان من المقرر في البداية أن يشارك مالاشي موراي ومادلين برايس، لكن تم تأكيد مشاركتهما فقط كبدلاء في فرق التتابع. في 17 تموز، انسحب بطل العالم في العشاري بيرس ليبيج بسبب الإصابة، مما أعاد العدد إلى 48 رياضيًا. لم يشارك إلييزر أدجيبي ودوان أسيموتا في المنافسات.
أحداث المضمار والطريق
الرجال
| الرياضي                  | الفعالية          | التصفيات التمهيدية | السباق                                      | الإعادة                                            | نصف النهائي                        | النهائي                  |
| ------------------------ | ----------------- | ------------------ | ------------------------------------------- | -------------------------------------------------- | ---------------------------------- | ------------------------ |
| دوان أسيموتا             | 100 متر           | إعفاء              | 10.17 – المركز 5                            | —                                                  | —                                  | لم يتأهل                 |
| آرون براون               | 100 متر           | إعفاء              | تم الاستبعاد                                | —                                                  | —                                  | لم يتأهل                 |
| أندريه دي غراس           | 100 متر           | إعفاء              | 10.07 – المركز 3 (تأهل مباشر)               | —                                                  | 9.98 (أفضل زمن بالموسم) – المركز 5 | لم يتأهل                 |
| آرون براون               | 200 متر           | —                  | 20.36 – المركز 4 (إعادة)                    | 20.42 – المركز 2 (تأهل زمني)                       | 20.57 – المركز 7                   | لم يتأهل                 |
| أندريه دي غراس           | 200 متر           | —                  | 20.30 – المركز 2 (تأهل مباشر)               | إعفاء                                              | 20.41 – المركز 3                   | لم يتأهل                 |
| بريندون رودني            | 200 متر           | —                  | 20.30 (أفضل زمن بالموسم) – المركز 4 (إعادة) | 20.42 (رد فعل 0.418) – المركز 3 (تأهل مباشر)       | 20.59 – المركز 5                   | لم يتأهل                 |
| كريستوفر موراليس ويليامز | 400 متر           | —                  | 44.96 – المركز 2 (تأهل مباشر)               | إعفاء                                              | 45.25 – المركز 21                  | لم يتأهل                 |
| ماركو أروب               | 800 متر           | —                  | 1:45.74 – المركز 2 (تأهل مباشر)             | إعفاء                                              | 1:45.05 – المركز 1 (تأهل مباشر)    | 1:41.20 (رقم قياسي وطني) |
| كيران لامب               | 1500 متر          | —                  | 3:38.11 – المركز 10 (إعادة)                 | 3:35.76 – المركز 5                                 | لم يتأهل                           |                          |
| شارل فيليبير-تيبوتو      | 1500 متر          | —                  | 3:36.92 – المركز 14 (إعادة)                 | 3:33.53 (أفضل زمن بالموسم) – المركز 2 (تأهل مباشر) | 3:33.29 – المركز 11                | لم يتأهل                 |
| محمد أحمد                | 5000 متر          | —                  | 14:15.76 – المركز 16                        | —                                                  | لم يتأهل                           |                          |
| بن فلاناغان              | 5000 متر          | —                  | 13:59.23 – المركز 17                        | —                                                  | لم يتأهل                           |                          |
| توماس فافار              | 5000 متر          | —                  | 14:09.37 – المركز 8 (تأهل مباشر)            | —                                                  | 13:49.70 – المركز 22               |                          |
| محمد أحمد                | 10,000 متر        | —                  | 26:43.79 – المركز 4                         | —                                                  | —                                  |                          |
| كريغ ثورن                | 110 متر حواجز     | —                  | 13.60 – المركز 7 (إعادة)                    | 13.62 – المركز 5                                   | لم يتأهل                           |                          |
| جان-سيمون ديزغانيه       | 3000 متر موانع    | —                  | 8:25.28 – المركز 5 (تأهل مباشر)             | —                                                  | 8:19.31 – المركز 13                |                          |
| جيروم بليك               |                   |                    |                                             |                                                    |                                    |                          |
| آرون براون               |                   |                    |                                             |                                                    |                                    |                          |
| أندريه دي غراس           |                   |                    |                                             |                                                    |                                    |                          |
| بريندون رودني            | تتابع 4 × 100 متر | —                  | 38.39 – المركز 3 (تأهل مباشر)               | —                                                  | 37.50                              |                          |
| كاميرون ليفينز           | الماراثون         | —                  | 2:11:56 (أفضل زمن بالموسم) – المركز 36      | —                                                  | —                                  |                          |
| روري لينكليتر            | الماراثون         | —                  | 2:13:09 – المركز 47                         | —                                                  | —                                  |                          |
| إيفان دانفي              | مشي 20 كم         | —                  | 1:19:16 – المركز 5                          | —                                                  | —                                  |                          |

| الرياضي                  | الفعالية          | التصفيات التمهيدية | السباق                                      | الإعادة                                            | نصف النهائي                        | النهائي                  |
| ------------------------ | ----------------- | ------------------ | ------------------------------------------- | -------------------------------------------------- | ---------------------------------- | ------------------------ |
| دوان أسيموتا             | 100 متر           | إعفاء              | 10.17 – المركز 5                            | —                                                  | —                                  | لم يتأهل                 |
| آرون براون               | 100 متر           | إعفاء              | تم الاستبعاد                                | —                                                  | —                                  | لم يتأهل                 |
| أندريه دي غراس           | 100 متر           | إعفاء              | 10.07 – المركز 3 (تأهل مباشر)               | —                                                  | 9.98 (أفضل زمن بالموسم) – المركز 5 | لم يتأهل                 |
| آرون براون               | 200 متر           | —                  | 20.36 – المركز 4 (إعادة)                    | 20.42 – المركز 2 (تأهل زمني)                       | 20.57 – المركز 7                   | لم يتأهل                 |
| أندريه دي غراس           | 200 متر           | —                  | 20.30 – المركز 2 (تأهل مباشر)               | إعفاء                                              | 20.41 – المركز 3                   | لم يتأهل                 |
| بريندون رودني            | 200 متر           | —                  | 20.30 (أفضل زمن بالموسم) – المركز 4 (إعادة) | 20.42 (رد فعل 0.418) – المركز 3 (تأهل مباشر)       | 20.59 – المركز 5                   | لم يتأهل                 |
| كريستوفر موراليس ويليامز | 400 متر           | —                  | 44.96 – المركز 2 (تأهل مباشر)               | إعفاء                                              | 45.25 – المركز 21                  | لم يتأهل                 |
| ماركو أروب               | 800 متر           | —                  | 1:45.74 – المركز 2 (تأهل مباشر)             | إعفاء                                              | 1:45.05 – المركز 1 (تأهل مباشر)    | 1:41.20 (رقم قياسي وطني) |
| كيران لامب               | 1500 متر          | —                  | 3:38.11 – المركز 10 (إعادة)                 | 3:35.76 – المركز 5                                 | لم يتأهل                           |                          |
| شارل فيليبير-تيبوتو      | 1500 متر          | —                  | 3:36.92 – المركز 14 (إعادة)                 | 3:33.53 (أفضل زمن بالموسم) – المركز 2 (تأهل مباشر) | 3:33.29 – المركز 11                | لم يتأهل                 |
| محمد أحمد                | 5000 متر          | —                  | 14:15.76 – المركز 16                        | —                                                  | لم يتأهل                           |                          |
| بن فلاناغان              | 5000 متر          | —                  | 13:59.23 – المركز 17                        | —                                                  | لم يتأهل                           |                          |
| توماس فافار              | 5000 متر          | —                  | 14:09.37 – المركز 8 (تأهل مباشر)            | —                                                  | 13:49.70 – المركز 22               |                          |
| محمد أحمد                | 10,000 متر        | —                  | 26:43.79 – المركز 4                         | —                                                  | —                                  |                          |
| كريغ ثورن                | 110 متر حواجز     | —                  | 13.60 – المركز 7 (إعادة)                    | 13.62 – المركز 5                                   | لم يتأهل                           |                          |
| جان-سيمون ديزغانيه       | 3000 متر موانع    | —                  | 8:25.28 – المركز 5 (تأهل مباشر)             | —                                                  | 8:19.31 – المركز 13                |                          |
| جيروم بليك               |                   |                    |                                             |                                                    |                                    |                          |
| آرون براون               |                   |                    |                                             |                                                    |                                    |                          |
| أندريه دي غراس           |                   |                    |                                             |                                                    |                                    |                          |
| بريندون رودني            | تتابع 4 × 100 متر | —                  | 38.39 – المركز 3 (تأهل مباشر)               | —                                                  | 37.50                              |                          |
| كاميرون ليفينز           | الماراثون         | —                  | 2:11:56 (أفضل زمن بالموسم) – المركز 36      | —                                                  | —                                  |                          |
| روري لينكليتر            | الماراثون         | —                  | 2:13:09 – المركز 47                         | —                                                  | —                                  |                          |
| إيفان دانفي              | مشي 20 كم         | —                  | 1:19:16 – المركز 5                          | —                                                  | —                                  |                          |

| رياضي                       | حدث                         | أخير        | أخير |
| رياضي                       | حدث                         | وقت         | رتبة |
| --------------------------- | --------------------------- | ----------- | ---- |
| إيفان دانفي أوليفيا لوندمان | سباق ماراثون المشي التتابعي | 3:04:57 رقم | 20   |

| رياضي          | حدث                   | مؤهل        | مؤهل   | أخير      | أخير   |
| رياضي          | حدث                   | نتيجة       | رتبة   | نتيجة     | رتبة   |
| -------------- | --------------------- | ----------- | ------ | --------- | ------ |
| روان هاميلتون  | رمي المطرقة للرجال    | 77.78 بي بي | 2 س    | 76.59     | 9      |
| إيثان كاتزبيرج | رمي المطرقة للرجال    | 79.93       | 1 س    | 84.12     | الأول  |
| آدم كينان      | رمي المطرقة للرجال    | 74.45 إس بي | 13     |           |        |
| كامرين روجرز   | رمي المطرقة للسيدات   | 74.69       | 2 س    | 76.97     | الأول  |
| أنيكا نيويل    | القفز بالزانة للسيدات | 4.40        | 26     |           |        |
| أليشا نيومان   | القفز بالزانة للسيدات | 4.55        | 7 سؤال | 4.85 ريال | الثالث |
| سارة ميتون     | دفع الجلة للسيدات     | 19.77       | 1 س    | 17.48     | 12     |

| داميان وارنر | نتيجة | 10.25 | 7.79 | 14.45 | 2.02 SB | 47.34 SB | 13.62 | 48.68 SB | NM | WD  | WD  |
| داميان وارنر | نقاط  | 1035  | 1007 | 756   | 822     | 941      | 1024  | 843      | 0  | DNF | DNF |

## الريشة الطائرة
تأهلت كندا بأربعة لاعبي كرة ريشة (ثلاثة رجال وامرأة واحدة) من خلال تصنيف سباق باريس الخاص بالاتحاد العالمي للريشة الطائرة، وذلك حتى تاريخ 30 نيسان 2024. وتم الإعلان عن الفريق النهائي في 15 أيار 2024.
| بريان يانغ          | فردي الرجال  | Panarin (كازاخستان) · فوز 2-0 (21-18، 21-10)    | Nishimoto (اليابان) · ل 0-2 (14-21، 18-21)               | 2                                                       | =14 |     |
| آدم دونغ نيل ياكورا | زوجي الرجال  | Weikeng / · Chang (الصين) · ل 0-2 (5-21، 12-21) | Chia / · Yik (ماليزيا) · ل 0-2 (10-21، 15-21)            | Lane / · Vendy (بريطانيا العظمى) · ل 0–2 (14–21، 12–21) | 4   | =13 |
| ميشيل لي            | فردي السيدات | Thuzar (مينمار) · فوز 2-0 (21-16، 25-23)        | أكاني ياماغوتشي ‏ (اليابان) · ل 1-2 (24-22، 17-21، 12-21) | 2                                                       | =14 |     |

## كرة السلة
تأهلت كندا بـ 28 لاعبًا ولاعبة في كرة السلة (12 رجلًا و16 امرأة). وتأهل كلا فريقي 5×5 إلى جانب فريق السيدات في فئة 3×3.

### كرة السلة 5×5
تأهلت كندا بفريقين في كرة السلة، بإجمالي 24 لاعبًا (12 لكل فريق).
| رجال كندا | بطولة الرجال  | اليونان · غرب 86–79 | أستراليا · غرب 93–83 | إسبانيا · غرب 88–85 | 1 س | فرنسا · ل 73–83 | 5 |
| نساء كندا | بطولة السيدات | فرنسا ل 54–75       | أستراليا ل 65–70     | نيجيريا ل 70–79     | 4   | 11              |   |

#### بطولة الرجال

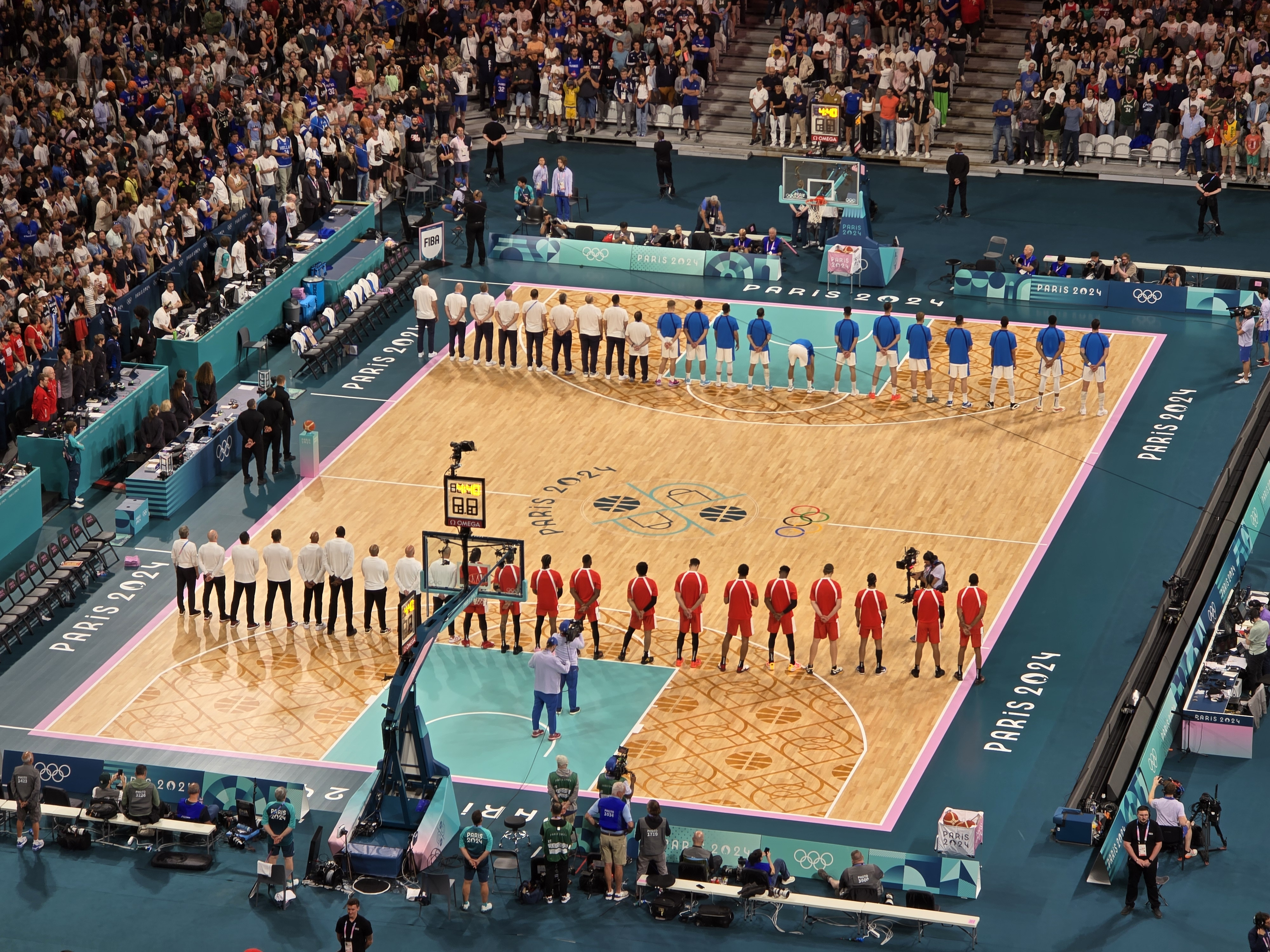
كندا ضد اليونان قبل المباراة

للمرة الأولى منذ عام 2000 ، تأهل فريق كرة السلة للرجال الكندي كواحد من أعلى دولتين تصنيفًا من الأمريكتين في كأس العالم لكرة السلة 2023. 
قائمة الفريق
تم الإعلان عن قائمة كندا المكونة من 12 رياضيًا في 10 يوليو 2024.  
| المركز     | الرقم | الاسم               | العمر – تاريخ الولادة     | الطول                 | النادي               | ملاحظات       |
| ---------- | ----- | ------------------- | ------------------------- | --------------------- | -------------------- | ------------- |
| حارس/جناح  | 0     | لوغينتز دورت        | 25 – 19 نيسان 1999        | 1.94 م (6 قدم 4 إنش)  | أوكلاهوما سيتي ثاندر |               |
| حارس مسدد  | 1     | نيكيل ألكسندر-وكر   | 25 – 2 أيلول 1998         | 1.96 م (6 قدم 5 إنش)  | مينيسوتا تمبروولفز   |               |
| صانع ألعاب | 2     | شاي غيلجوس-ألكسندر  | 26 – 12 تموز 1998         | 1.98 م (6 قدم 6 إنش)  | أوكلاهوما سيتي ثاندر |               |
| جناح صغير  | 3     | ميلفين إيجيم        | 33 – 4 آذار 1991          | 2.01 م (6 قدم 7 إنش)  | أونيخا ملقة          |               |
| صانع ألعاب | 4     | جمال موراي          | 27 – 23 شباط 1997         | 1.93 م (6 قدم 4 إنش)  | دنفر ناغتس           |               |
| مركز       | 7     | دوايت باول          | 33 – 20 تموز 1991         | 2.12 م (6 قدم 11 إنش) | دالاس مافريكس        |               |
| جناح قوي   | 8     | تري لايلز           | 28 – 5 تشرين الثاني 1995  | 2.08 م (6 قدم 10 إنش) | ساكرامنتو كينغز      |               |
| حارس/جناح  | 9     | آر. جاي. باريت      | 24 – 14 حزيران 2000       | 1.95 م (6 قدم 5 إنش)  | تورونتو رابتورز      |               |
| جناح/مركز  | 13    | كيلي أولينيك (قائد) | 33 – 19 نيسان 1991        | 2.11 م (6 قدم 11 إنش) | تورونتو رابتورز      | (قائد الفريق) |
| صانع ألعاب | 19    | أندرو نمبهارد       | 24 – 16 كانون الثاني 2000 | 1.87 م (6 قدم 2 إنش)  | إنديانا بايسرز       |               |
| جناح صغير  | 24    | ديلون بروكس         | 28 – 22 كانون الثاني 1996 | 1.98 م (6 قدم 6 إنش)  | هيوستن روكتس         |               |
| مركز       | 92    | كيم بيرش            | 31 – 28 أيلول 1992        | 2.06 م (6 قدم 9 إنش)  | باسكيت جيرونا        |               |

 Basketball at the 2024 Summer Olympics – Men's tournament٢٧ تموز ٢٠٢٤
الساعة ٢١:٠٠
النتيجة النهائية
اليونان ٧٩ – ٨٦ كندا
تسجيل النقاط حسب الأشواط:
٢٢–٢٦، ١٦–٢٢، ٢٢–٢٠، ١٩–١٨
أبرز اللاعبين:
- النقاط – أنتيتوكونمبو: ٣٤
- المتابعات – ميتوغلو: ٨
- التمريرات الحاسمة – كالاثيس: ٧

كندا:
- النقاط – باريت: ٢٣
- المتابعات – أولينيك: ٦
- التمريرات الحاسمة – جيلجيوس-ألكسندر: ٧

الملعب: ستاد بيار-موروا، ليل
الحضور الجماهيري: ٢٦,٤٢١
الحكّام: روبيرتو فاسكيز (بورتو ريكو)، جوني باتيستا (بورتو ريكو)، فويتشيخ ليشكا (بولندا)
٣٠ تموز ٢٠٢٤
الساعة ١٣:٣٠
النتيجة النهائية
كندا ٩٣ – ٨٣ أستراليا
تسجيل النقاط حسب الأشواط:
٢٦–٢٨، ١٩–٢١، ٢٧–٢١، ٢١–١٣
كندا:
- النقاط – باريت: ٢٤
- المتابعات – باول: ٩
- التمريرات الحاسمة – باريت، موراي: ٥

أستراليا:
- النقاط – جيدّي: ١٩
- المتابعات – لانديل: ١٢
- التمريرات الحاسمة – جيدّي: ٦

الملعب: ستاد بيار-موروا، ليل
الحضور الجماهيري: ٢٦,٩٨٠
الحكّام: يوهان روسو (فرنسا)، جوني باتيستا (بورتو ريكو)، تاكاكي كاتو (اليابان)
٢ آب ٢٠٢٤
الساعة ١٧:١٥
النتيجة النهائية
كندا ٨٨ – ٨٥ إسبانيا
تسجيل النقاط حسب الأشواط:
١٩–١٩، ٣٠–١٩، ١٥–١٨، ٢٤–٢٩
كندا:
- النقاط – جيلجيوس-ألكساندر: ٢٠
- المتابعات – بروكس، موراي: ٤
- التمريرات الحاسمة – موراي: ٦

إسبانيا:
- النقاط – بريثويلا: ١٧
- المتابعات – ألداما: ١١
- التمريرات الحاسمة – ثلاثة لاعبين: ٤

الملعب: ستاد بيار-موروا، ليل
الحضور الجماهيري: ٢٦,١٣٣
الحكّام: أديمير زورابوفيتش (البوسنة والهرسك)، خوليو أنايا (بنما)، غاتيس سالينش (لاتفيا)
ربع النهائي
٦ آب ٢٠٢٤
الساعة ١٨:٠٠
النتيجة النهائية
فرنسا ٨٢ – ٧٣ كندا
تسجيل النقاط حسب الأشواط:
٢٣–١٠، ٢٢–١٩، ١٦–٢١، ٢١–٢٣
فرنسا:
- النقاط – يابوسيلي: ٢٢
- المتابعات – ويمبانياما: ١٢
- التمريرات الحاسمة – ويمبانياما: ٥

كندا:
- النقاط – جيلجيوس-ألكساندر: ٢٧
- المتابعات – باول: ٩
- التمريرات الحاسمة – جيلجيوس-ألكساندر: ٤

الملعب: أكور أرينا، باريس
الحضور الجماهيري: ١٢,٢٥٨
الحكّام: أديمير زورابوفيتش (البوسنة والهرسك)، عمر بيرموديز (المكسيك)، غاتيس سالينش (لاتفيا)

#### بطولة السيدات
تأهل فريق كرة السلة النسائي الكندي بعد حصوله على المركز الثالث في بطولة التصفيات الأولمبية 2024 في سوبرون ، المجر. 
قائمة الفريققائمة المنتخب الكندي لكرة السلّة للسيدات – دورة الألعاب الأولمبية الصيفية ٢٠٢٤
| المركز            | الرقم | الاسم              | العمر – تاريخ الميلاد     | الطول                 | النادي الأخير قبل البطولة | ملاحظات |
| ----------------- | ----- | ------------------ | ------------------------- | --------------------- | ------------------------- | ------- |
| حارسة (G)         | 2     | شايا كولي          | ٢٨ – ٦ كانون الثاني ١٩٩٦  | ١.٧٦ م (٥ قدم ٩ إنش)  | تانغو بورج باسكت          |         |
| حارسة (G)         | 4     | سامي هيل           | ٢٩ – ٢٢ تشرين الثاني ١٩٩٤ | ١.٧٨ م (٥ قدم ١٠ إنش) | أراسكّي                    |         |
| حارسة (G)         | 5     | كيا نيرس           | ٢٨ – ٢٢ شباط ١٩٩٦         | ١.٨٢ م (٦ قدم ٠ إنش)  | لوس أنجلوس سباركس         |         |
| مهاجمة صغيرة (SF) | 6     | بريجيت كارلتون     | ٢٧ – ٢٢ أيار ١٩٩٧         | ١.٨٥ م (٦ قدم ١ إنش)  | مينيسوتا لينكس            |         |
| حارسة (G)         | 8     | كاساندرا بروسبر    | ١٩ – ٢٥ حزيران ٢٠٠٥       | ١.٨٨ م (٦ قدم ٢ إنش)  | نوتردام فايتنغ آيريش      |         |
| مهاجمة قوية (PF)  | 9     | إيفون إيجيم        | ٢٢ – ٩ نيسان ٢٠٠٢         | ١.٨٢ م (٦ قدم ٠ إنش)  | غونزاغا بولدوغز           |         |
| مركز (C)          | 11    | ناتالي أتشونوا (C) | ٣١ – ٢٢ تشرين الثاني ١٩٩٢ | ١.٩١ م (٦ قدم ٣ إنش)  | بدون نادٍ حالياً            | القائدة |
| حارسة (G)         | 12    | سيلا سوردز         | ١٨ – ٢٨ كانون الثاني ٢٠٠٦ | ١.٨٢ م (٦ قدم ٠ إنش)  | ميشيغان وولفرينز          |         |
| مركز (C)          | 14    | كايلا ألكسندر      | ٣٣ – ٥ كانون الثاني ١٩٩١  | ١.٩٣ م (٦ قدم ٤ إنش)  | فالنسيا باسكت             |         |
| مهاجمة (F)        | 15    | لاتيكا أميهير      | ٢٣ – ١٠ تموز ٢٠٠١         | ١.٨٦ م (٦ قدم ١ إنش)  | أتلانتا دريم              |         |
| حارسة (G)         | 21    | نيرا فيلدز         | ٣٠ – ٣ كانون الأول ١٩٩٣   | ١.٧٦ م (٥ قدم ٩ إنش)  | إملَك كونوت إس كي          |         |
| مهاجمة (F)        | 24    | آليا إدواردز       | ٢٢ – ٩ تموز ٢٠٠٢          | ١.٩١ م (٦ قدم ٣ إنش)  | واشنطن ميستكس             |         |

### الجهاز الفني:
- المدير الفني: فيكتور لابينا
- المدربون المساعدون:
  - ستيف باور
  - كارلي كلارك
  - موريل بايج
  - نويل كوين

ملاحظات:
- (C): قائدة الفريق
- النادي: يشير إلى آخر نادٍ لعبت فيه اللاعبة قبل انطلاق البطولة
- العمر: يُحسب اعتبارًا من ٢٨ تموز ٢٠٢٤

| المركز | الفريق          | لُعب | فاز | خسر | نقاط مُسجَّلة (PF) | نقاط مُستقبَلة (PA) | فارق النقاط (PD) | النقاط | التأهُّل          |
| ------ | --------------- | --- | --- | --- | --------------- | ----------------- | ---------------- | ------ | --------------- |
| 1      | فرنسا (المُضيفة) | 3   | 2   | 1   | 222             | 187               | +35              | 5      | ربع النهائي [a] |
| 2      | أستراليا        | 3   | 2   | 1   | 211             | 212               | −1               | 5      | ربع النهائي [a] |
| 3      | نيجيريا         | 3   | 2   | 1   | 208             | 207               | +1               | 5      | ربع النهائي [a] |
| 4      | كندا            | 3   | 0   | 3   | 189             | 224               | −35              | 3      | —               |

 
إليك الترجمة الكاملة للجدول مع الحفاظ على التنسيق:
٢٩ تمّوز ٢٠٢٤
الساعة 17:15
النتيجة الكاملة
|                      | كندا 🇨🇦                   | 54–75 | فرنسا 🇫🇷 |
| -------------------- | ------------------------- | ----- | -------- |
| التسجيل بحسب الأشواط | 18–15، 2–23، 16–15، 18–22 |       |          |

| أبرز اللاعبات     | 🇨🇦 كندا                 | 🇫🇷 فرنسا    |
| ----------------- | ----------------------- | ----------- |
| النقاط            | شاي كولي، كيا نيرس – 11 | باديان – 13 |
| المتابعات         | كايلا ألكسندر – 10      | باديان – 6  |
| التمريرات الحاسمة | شاي كولي – 6            | ويليامز – 8 |

الملعب: ملعب بيير-مورو، ليل
الحضور الجماهيري: ٢٠٬٢١١
الحكّام: بوريس كرييتش (سلوفينيا)، بلانكا بيرنز (الولايات المتحدة)، أريادنا تشويكا (إسبانيا)

### ١ آب ٢٠٢٤
الساعة 13:30
النتيجة الكاملة
|                      | أستراليا 🇦🇺                | 70–65 | كندا 🇨🇦 |
| -------------------- | -------------------------- | ----- | ------- |
| التسجيل بحسب الأشواط | 18–16، 20–16، 13–12، 19–21 |       |         |

| أبرز اللاعبات     | 🇦🇺 أستراليا  | 🇨🇦 كندا      |
| ----------------- | ------------ | ------------ |
| النقاط            | ويتكومب – 19 | كارلتون – 19 |
| المتابعات         | تالبوت – 9   | كارلتون – 8  |
| التمريرات الحاسمة | ويتكومب – 10 | أشونوا – 8   |

الملعب: ملعب بيير-مورو، ليل
الحضور الجماهيري: ٢٠٬٩٦٢
الحكّام: أندريس بارتل (أوروغواي)، رباح نُجيم (لبنان)، جينا رينو (الولايات المتحدة)

### ٤ آب ٢٠٢٤
الساعة 13:30
النتيجة الكاملة
|                      | كندا 🇨🇦                   | 70–79 | نيجيريا 🇳🇬 |
| -------------------- | ------------------------- | ----- | ---------- |
| التسجيل بحسب الأشواط | 18–18، 23–19، 5–23، 24–19 |       |            |

| أبرز اللاعبات     | 🇨🇦 كندا        | 🇳🇬 نيجيريا         |
| ----------------- | -------------- | ------------------ |
| النقاط            | شاي كولي – 17  | كالو – 21          |
| المتابعات         | أميهير – 11    | كونايي-أكباناه – 7 |
| التمريرات الحاسمة | خمس لاعبات – 2 | أموكامارا – 6      |

الملعب: ملعب بيير-مورو، ليل
الحضور الجماهيري: ٢٧٬١٠٧
الحكّام: إيمي بونر (الولايات المتحدة)، بلانكا بيرنز (الولايات المتحدة)، أريادنا تشويكا (إسبانيا)

### كرة السلة 3×3
| فريق      | حدث           | مرحلة المجموعات  | مرحلة المجموعات | مرحلة المجموعات | مرحلة المجموعات | مرحلة المجموعات          | مرحلة المجموعات | مرحلة المجموعات  | مرحلة المجموعات | اللعب في         | نصف النهائي     | النهائي / BM             | النهائي / BM |
| فريق      | حدث           | المعارضة نتيجة   | المعارضة نتيجة  | المعارضة نتيجة  | المعارضة نتيجة  | المعارضة نتيجة           | المعارضة نتيجة  | المعارضة نتيجة   | رتبة            | المعارضة نتيجة   | المعارضة نتيجة  | المعارضة نتيجة           | رتبة         |
| --------- | ------------- | ---------------- | --------------- | --------------- | --------------- | ------------------------ | --------------- | ---------------- | --------------- | ---------------- | --------------- | ------------------------ | ------------ |
| نساء كندا | بطولة السيدات | أستراليا W 22–14 | الصين W 21–11   | ألمانيا ل 15–19 | فرنسا W 13–9    | الولايات المتحدة ل 17–18 | إسبانيا ل 20–22 | أذربيجان W 21–19 | 4 س             | أستراليا W 21–10 | ألمانيا ل 15–16 | الولايات المتحدة ل 13–16 | 4            |

#### بطولة السيدات
تأهل فريق السيدات الكندي 3x3 بعد حصوله على المركز الثالث في بطولة التصفيات الأولمبية 2024 في ديبريسين ، المجر.  
قائمة الفريق
تم الإعلان عن القائمة في 10 يونيو 2024.  
- كاسي بوش
- بيج كروزون
- كاثرين بلوف
- ميشيل بلوف جدول الترتيب النهائي – كرة السلة للرجال (دورة الألعاب الأولمبية الصيفية ٢٠٢٤)

| الترتيب | الفريق              | لُعب | فاز  | خسر | النقاط المسجلة | النقاط المستقبلة | الفارق | التأهل             |
| ------- | ------------------- | --- | ---- | --- | -------------- | ---------------- | ------ | ------------------ |
| 1       | 🇩🇪 ألمانيا          | 7   | 6    | 1   | 117            | 100              | +17    | نصف النهائي        |
| 2       | 🇪🇸 إسبانيا          | 7   | 4[a] | 3   | 115            | 114              | +1     |                    |
| 3       | 🇺🇸 الولايات المتحدة | 7   | 4[a] | 3   | 108            | 109              | −1     | التصفيات الإقصائية |
| 4       | 🇨🇦 كندا             | 7   | 4[a] | 3   | 129            | 112              | +17    |                    |
| 5       | 🇦🇺 أستراليا         | 7   | 4[a] | 3   | 127            | 122              | +5     |                    |
| 6       | 🇨🇳 الصين            | 7   | 2[b] | 5   | 107            | 123              | −16    |                    |
| 7       | 🇦🇿 أذربيجان         | 7   | 2[b] | 5   | 106            | 123              | −17    |                    |
| 8       | 🇫🇷 فرنسا (المضيف)   | 7   | 2[b] | 5   | 99             | 105              | −6     |                    |

## كرة السلة - رجال (منتخب كندا)
| التاريخ           | الفريقان              | النتيجة | تفاصيل الأشواط             | أبرز اللاعبين من كندا                                           | أبرز اللاعبين من الخصم                                    | الملعب              | الحضور الجماهيري | الحكام                                                    |
| ----------------- | --------------------- | ------- | -------------------------- | --------------------------------------------------------------- | --------------------------------------------------------- | ------------------- | ---------------- | --------------------------------------------------------- |
| 2 آب 2024 - 17:15 | 🇨🇦 كندا ضد 🇪🇸 إسبانيا | 88–85   | 19–19، 30–19، 15–18، 24–29 | جيلجوس-ألكسندر: 20 نقطةبروكس، موراي: 4 متابعاتموراي: 6 تمريرات  | بريثويلا: 17 نقطةألداما: 11 متابعةثلاثة لاعبين: 4 تمريرات | ملعب بيار-مورو، ليل | 26,133           | زورابوفيتش (البوسنة)، أنايا (بنما)، سالينش (لاتفيا)       |
| 6 آب 2024 - 18:00 | 🇫🇷 فرنسا ضد 🇨🇦 كندا   | 82–73   | 23–10، 22–19، 16–21، 21–23 | جيلجوس-ألكسندر: 27 نقطةباول: 9 متابعاتجيلجوس-ألكسندر: 4 تمريرات | يابوسيلي: 22 نقطةويمبانياما: 12 متابعة و5 تمريرات         | أكور أرينا، باريس   | 12,258           | زورابوفيتش (البوسنة)، بيرموديز (المكسيك)، سالينش (لاتفيا) |

### جدول الترتيب (الرجال - المجموعة)
| الترتيب | الفريق            | لُعب | فاز | خسر | له  | عليه | الفارق | النقاط | التأهل      |
| ------- | ----------------- | --- | --- | --- | --- | ---- | ------ | ------ | ----------- |
| 1       | 🇫🇷 فرنسا (المضيف) | 3   | 2   | 1   | 222 | 187  | +35    | 5[a]   | ربع النهائي |
| 2       | 🇦🇺 أستراليا       | 3   | 2   | 1   | 211 | 212  | −1     | 5[a]   |             |
| 3       | 🇳🇬 نيجيريا        | 3   | 2   | 1   | 208 | 207  | +1     | 5[a]   |             |
| 4       | 🇨🇦 كندا           | 3   | 0   | 3   | 189 | 224  | −35    | 3      |             |

## كرة السلة - سيدات (منتخب كندا)
| التاريخ              | الفريقان               | النتيجة | تفاصيل الأشواط             | أبرز اللاعبات من كندا                                  | أبرز اللاعبات من الخصم                                     | الملعب              | الحضور | الحكام                                                         |
| -------------------- | ---------------------- | ------- | -------------------------- | ------------------------------------------------------ | ---------------------------------------------------------- | ------------------- | ------ | -------------------------------------------------------------- |
| 29 تموز 2024 - 17:15 | 🇨🇦 كندا ضد 🇫🇷 فرنسا    | 54–75   | 18–15، 2–23، 16–15، 18–22  | كولي، نيرس: 11 نقطةألكساندر: 10 متابعاتكولي: 6 تمريرات | باديان: 13 نقطة و6 متابعاتويليامز: 8 تمريرات               | ملعب بيار-مورو، ليل | 20,211 | كريجيتش (سلوفينيا)، بيرنز (الولايات المتحدة)، تشويكا (إسبانيا) |
| 1 آب 2024 - 13:30    | 🇦🇺 أستراليا ضد 🇨🇦 كندا | 70–65   | 18–16، 20–16، 13–12، 19–21 | كارلتون: 19 نقطة و8 متابعاتأتشونوا: 8 تمريرات          | ويتكومب: 19 نقطةتالبت: 9 متابعات                           | ملعب بيار-مورو، ليل | 20,962 | بارتل (الأوروغواي)، نوجيم (لبنان)، رينو (الولايات المتحدة)     |
| 4 آب 2024 - 13:30    | 🇨🇦 كندا ضد 🇳🇬 نيجيريا  | 70–79   | 18–18، 23–19، 5–23، 24–19  | كولي: 17 نقطةأميهيري: 11 متابعةخمسة لاعبات: 2 تمريرات  | كالو: 21 نقطةكونايي-أكباناه: 7 متابعاتأموكامارا: 6 تمريرات | ملعب بيار-مورو، ليل | 27,107 | بونر، بيرنز، تشويكا                                            |

## كرة القدم - سيدات
| التاريخ              | المباراة               | النتيجة | المسجلات                                   | الملعب                        | الحضور | الحكمة                        |
| -------------------- | ---------------------- | ------- | ------------------------------------------ | ----------------------------- | ------ | ----------------------------- |
| 28 تموز 2024 - 21:00 | 🇫🇷 فرنسا ضد 🇨🇦 كندا    | 1–2     | كاتوتو (42')، فليمنغ (58')، جيليس (90+12') | ملعب جوفروي-جيشار، سانت إتيان | 17,550 | بوشرا كربوبي (المغرب)         |
| 31 تموز 2024 - 21:00 | 🇨🇴 كولومبيا ضد 🇨🇦 كندا | 0–1     | جيليس (61')                                | ملعب نيس، نيس                 | 5,388  | ريبيكا ويلش (بريطانيا العظمى) |

## كرة السلة الثلاثية 3x3 - سيدات
| التاريخ      | الفريقان               | النتيجة       | أبرز اللاعبات            | الملعب                | الحكام                                |
| ------------ | ---------------------- | ------------- | ------------------------ | --------------------- | ------------------------------------- |
| 30 تموز 2024 | 🇦🇺 أستراليا ضد 🇨🇦 كندا | 14–22         | ك. بلوف: 10 نقاط         | ساحة الكونكورد، باريس | شاجدين (فرنسا)، شي تشيرونغ (الصين)    |
| 31 تموز 2024 | 🇨🇦 كندا ضد 🇨🇳 الصين    | 21–11         | كروزون، م. بلوف: 7 نقاط  | نفس المكان            | جاكسون (الولايات المتحدة)، شاجدين     |
| 1 آب 2024    | 🇩🇪 ألمانيا ضد 🇨🇦 كندا  | 19–15         | ك. بلوف، م. بلوف: 5 نقاط | نفس المكان            | يوراس (صربيا)، أوكاتش (بوتسوانا)      |
| 1 آب 2024    | 🇨🇦 كندا ضد 🇫🇷 فرنسا    | 13–9          | كروزون، ك. بلوف: 4 نقاط  | نفس المكان            | كيم غا إن (كوريا)، شي تشيرونغ (الصين) |
| 2 آب 2024    | 🇺🇸 أمريكا ضد 🇨🇦 كندا   | 18–17 (تمديد) | ك. بلوف: 10 نقاط         | نفس المكان            | كيم غا إن، شاجدين                     |
| 2 آب 2024    | 🇨🇦 كندا ضد 🇪🇸 إسبانيا  | 20–22 (تمديد) | م. بلوف: 11 نقطة         | نفس المكان            | شي تشيرونغ، ميخائيليدس (سويسرا)       |
| 3 آب 2024    | 🇦🇿 أذربيجان ضد 🇨🇦 كندا | 19–21         | م. بلوف: 8 نقاط          | نفس المكان            | أوكاتش، هو (هونغ كونغ)                |
| 3 آب 2024    | 🇨🇦 كندا ضد 🇦🇺 أستراليا | 21–10         | بوش: 9 نقاط              | نفس المكان            | شاجدين، جاكسون                        |
| 5 آب 2024    | 🇩🇪 ألمانيا ضد 🇨🇦 كندا  | 16–15         | ثلاث لاعبات: 4 نقاط      | نفس المكان            | يوراس، شاجدين                         |
| 5 آب 2024    | 🇨🇦 كندا ضد 🇺🇸 أمريكا   | 13–16         | ك. بلوف: 5 نقاط          | نفس المكان            | شاجدين، شي تشيرونغ                    |

## ملاكمة

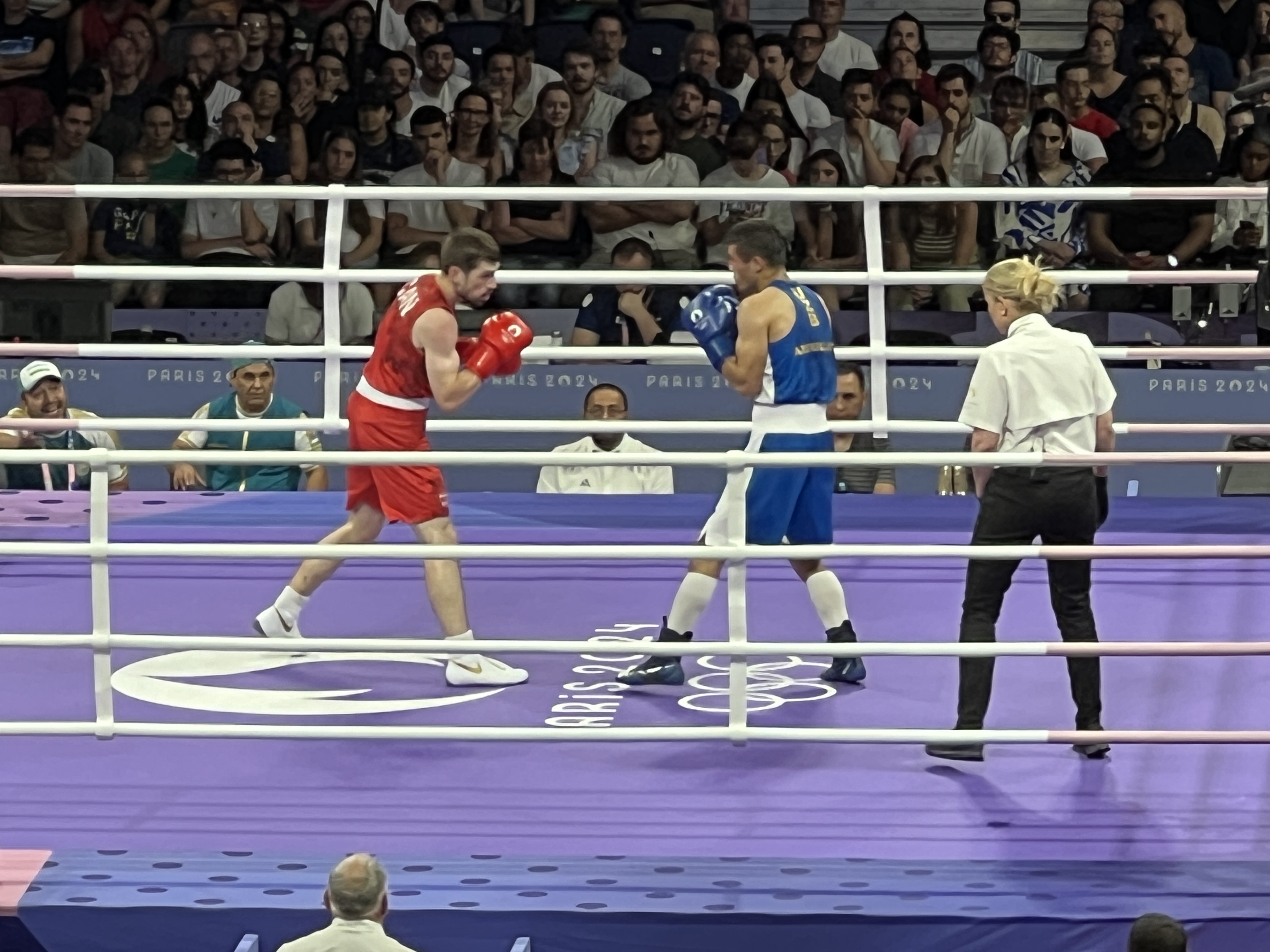
وايت سانفورد يمارس الملاكمة خلال ربع النهائيات

تأهلت كندا بملاكمين (واحد لكل جنس).  تأهل وايت سانفورد (وزن 63.5 كجم للرجال) وتامارا ثيبو (وزن 75 كجم للسيدات) بالتقدم إلى مباريات الميدالية الذهبية الخاصة بهما في دورة الألعاب الأمريكية 2023 في سانتياغو ، تشيلي.   تم تسمية كلا الملاكمين رسميًا للفريق في 2 يوليو 2024.   فاز وايت سانفورد بالميدالية البرونزية في حدث 63.5 كجم للرجال.  كانت هذه أول ميدالية ملاكمة لكندا منذ عام 1996. 
| رياضي        | حدث                 | دور الـ32                                                                | دور الـ16                       | ربع النهائي            | الدور نصف النهائي | أخير           | أخير |
| رياضي        | حدث                 | المعارضة نتيجة                                                           | المعارضة نتيجة                  | المعارضة نتيجة         | المعارضة نتيجة    | المعارضة نتيجة | رتبة |
| ------------ | ------------------- | ------------------------------------------------------------------------ | ------------------------------- | ---------------------- | ----------------- | -------------- | ---- |
| وايت سانفورد | وزن 63.5 كجم للرجال | Rosenov (بلغاريا) · فوز 5–0                                              | Abdullaev (أوزبكستان) · فوز 4-1 | Oumiha (فرنسا) · ل 1-4 | لم يتقدم          | الثالث         |      |
| تمارا ثيبو   | سيدات 75 كجم        | Ngamba (فريق الرياضيين الأولمبيين اللاجئين في الألعاب الأولمبية) · ل 2–3 | =9                              |                        |                   |                |      |

## كسر
تأهل لاعب بريك دانس واحد من كندا. تأهل فيليب كيم (فيل ويزارد) بفضل أدائه الحائز على الميدالية الذهبية في مسابقة ب-بويز في دورة الألعاب الأمريكية 2023 في سانتياغو ، تشيلي.   تم تسمية فيليب كيم رسميًا للفريق في 3 يوليو 2024.  
| رياضي     | كنية       | حدث     | دوري روبن | دوري روبن | ربع النهائي                   | نصف النهائي                         | النهائي / BM                   | النهائي / BM |
| رياضي     | كنية       | حدث     | نقاط      | رتبة      | المعارضة نتيجة                | المعارضة نتيجة                      | المعارضة نتيجة                 | رتبة         |
| --------- | ---------- | ------- | --------- | --------- | ----------------------------- | ----------------------------------- | ------------------------------ | ------------ |
| فيليب كيم | فيل ويزارد | بي بويز | 40        | 1 س       | Lee (هولندا) · فوز 3–0 (19–8) | Nakarai (اليابان) · فوز 3–0 (17–10) | Civil (فرنسا) · فوز 3–0 (23–4) | الأول        |

## التجديف
تأهلت كندا لما مجموعه 15 راكبًا للتجديف. تأهل اثنان في سباق التعرج (واحد لكل جنس)، وتأهل 13 في سباق السرعة (خمسة رجال وثماني نساء).

### التزلج على الجليد
تأهلت كندا إلى التصفيات الأولمبية لسباق التعرج بالقوارب الشراعية لفئة عموم أمريكا لعام 2024، في ريو دي جانيرو ، البرازيل.   تم تسمية الفريق رسميًا في 8 مايو 2024. سيشارك كلا المتسابقين لأول مرة في الأولمبياد. 
| رياضي         | حدث       | تمهيدي  | تمهيدي | تمهيدي  | تمهيدي | تمهيدي | تمهيدي   | نصف النهائي | نصف النهائي | أخير | أخير |
| رياضي         | حدث       | تشغيل 1 | رتبة   | تشغيل 2 | رتبة   | أفضل   | رتبة     | وقت         | رتبة        | وقت  | رتبة |
| ------------- | --------- | ------- | ------ | ------- | ------ | ------ | -------- | ----------- | ----------- | ---- | ---- |
| أليكس بالدوني | رجال C-1  | 97.32   | 13     | 98.56   | 10     | 97.32  | 15 سؤالًا | 127.41      | 15          | 15   |      |
| أليكس بالدوني | رجال K-1  | 95.18   | 17     | 97.25   | 16     | 95.18  | 17       | 21          |             |      |      |
| لويس بيتريدج  | سيدات C-1 | 120.22  | 19     | 115.60  | 16     | 115.60 | 19       | 19          |             |      |      |
| لويس بيتريدج  | سيدات K-1 | 106.45  | 21     | 106.21  | 21     | 106.21 | 22 سؤالًا | 127.67      | 20          | 20   |      |

الكاياك
| أليكس بالدوني | KX-1 للرجال  | 73.70         | 24 | 2 س | 4   | 29 |    |
| لويس بيتريدج  | KX-1 للسيدات | 79.76 FLT (R) | 37 | 4 ر | 2 س | 3  | 24 |

### سباق سريع
تأهلت كندا بستة قوارب وثلاثة عشر مكانًا رياضيًا (أربعة في قوارب الكاياك للرجال، وواحد في قوارب الكانو للرجال، وخمسة في قوارب الكاياك للسيدات، وثلاثة في قوارب الكانو للسيدات).  تم الحصول على جميع أماكن الحصص باستثناء حصة قوارب الكانو للرجال في بطولة العالم لسباقات الكانو السريعة لعام 2023 في دويسبورغ ، ألمانيا.   تم الحصول على حصة قوارب الكانو للرجال في تصفيات سباقات الكانو السريعة للألعاب الأولمبية لعام 2024 في ساراسوتا ، الولايات المتحدة.  تم تسمية الفريق النهائي في 24 يونيو 2024.  
| رياضي                                                    | حدث          | تسخينات | تسخينات     | ربع النهائي | ربع النهائي | الدور نصف النهائي | الدور نصف النهائي | أخير    | أخير |
| رياضي                                                    | حدث          | وقت     | رتبة        | وقت         | رتبة        | وقت               | رتبة              | وقت     | رتبة |
| -------------------------------------------------------- | ------------ | ------- | ----------- | ----------- | ----------- | ----------------- | ----------------- | ------- | ---- |
| كونور فيتزباتريك                                         | ج-1 1000 متر | 3:50.79 | 2 قدم مربع  | 3:56.31     | 8           | 3:52.46           | 14                |         |      |
| بيير لوك بولين سيمون ماكتافيش                            | ك-2 500 متر  | 1:28.91 | 3 ربع نهائي | 1:30.01     | 3 قدم مربع  | 1:29.01           | 6                 | 1:30.80 | 10   |
| لوران لافين نيكولاس ماتفيف سيمون ماكتافيش بيير لوك بولين | ك-4 500 متر  | 1:22.84 | 5 ربع نهائي | 1:20:65     | 4 قدم مربع  | 1:20.70           | 5                 | 9       |      |

| رياضي                                                        | حدث         | تسخينات | تسخينات     | ربع النهائي | ربع النهائي       | الدور نصف النهائي | الدور نصف النهائي | أخير    | أخير |
| رياضي                                                        | حدث         | وقت     | رتبة        | وقت         | رتبة              | وقت               | رتبة              | وقت     | رتبة |
| ------------------------------------------------------------ | ----------- | ------- | ----------- | ----------- | ----------------- | ----------------- | ----------------- | ------- | ---- |
| صوفيا جينسن                                                  | ج-1 200 متر | 46.80   | 1 قدم مربع  | 45.66       | 3 اتحاد كرة القدم | 45.08             | 6                 |         |      |
| كاتي فينسنت                                                  | ج-1 200 متر | 47.22   | 1 قدم مربع  | 45.01       | 1 اتحاد كرة القدم | 44.12 و ب         | الأول             |         |      |
| سلون ماكنزي كاتي فينسنت                                      | C-2 500 متر | 1:54.16 | 1 قدم مربع  | 1:55.34     | 1 اتحاد كرة القدم | 1:54.36           | الثالث            |         |      |
| ميشيل راسل                                                   | ك-1 500 متر | 1:51.00 | 3 ربع نهائي | 1:49.79     | 2 قدم مربع        | 1:50.28           | 2 اتحاد كرة القدم | 1:53.83 | 8    |
| رايلي ميلانسون                                               | ك-1 500 متر | 1:54.11 | 4 ربع نهائي | 1:50.16     | 3 قدم مربع        | 1:52.99           | 6 إف سي           | 1:56.36 | 22   |
| كورتني ستوت ناتالي دافيسون                                   | ك-2 500 متر | 1:44.35 | 3 ربع نهائي | 1:42.58     | 4 قدم مربع        | 1:42.57           | 8 فيسبوك          | 1:46.96 | 15   |
| توشكى بشارة-هرباكا ناتالي دافيسون رايلي ميلانسون كورتني ستوت | ك-4 500 متر | 1:37.87 | 5 قدم مربع  | 1:39:24     | 4                 | 10                |                   |         |      |

## ركوب الدراجات
تأهل من كندا ٢٢ دراجًا (١١ لكل جنس). تم اختيار فريق أولي من ٢١ دراجًا في ٢٥ يونيو ٢٠٢٤.  تم اختيار الدراج الثاني والعشرين (فئة BMX حرة) في ٢٨ يونيو ٢٠٢٤. 

### طريق

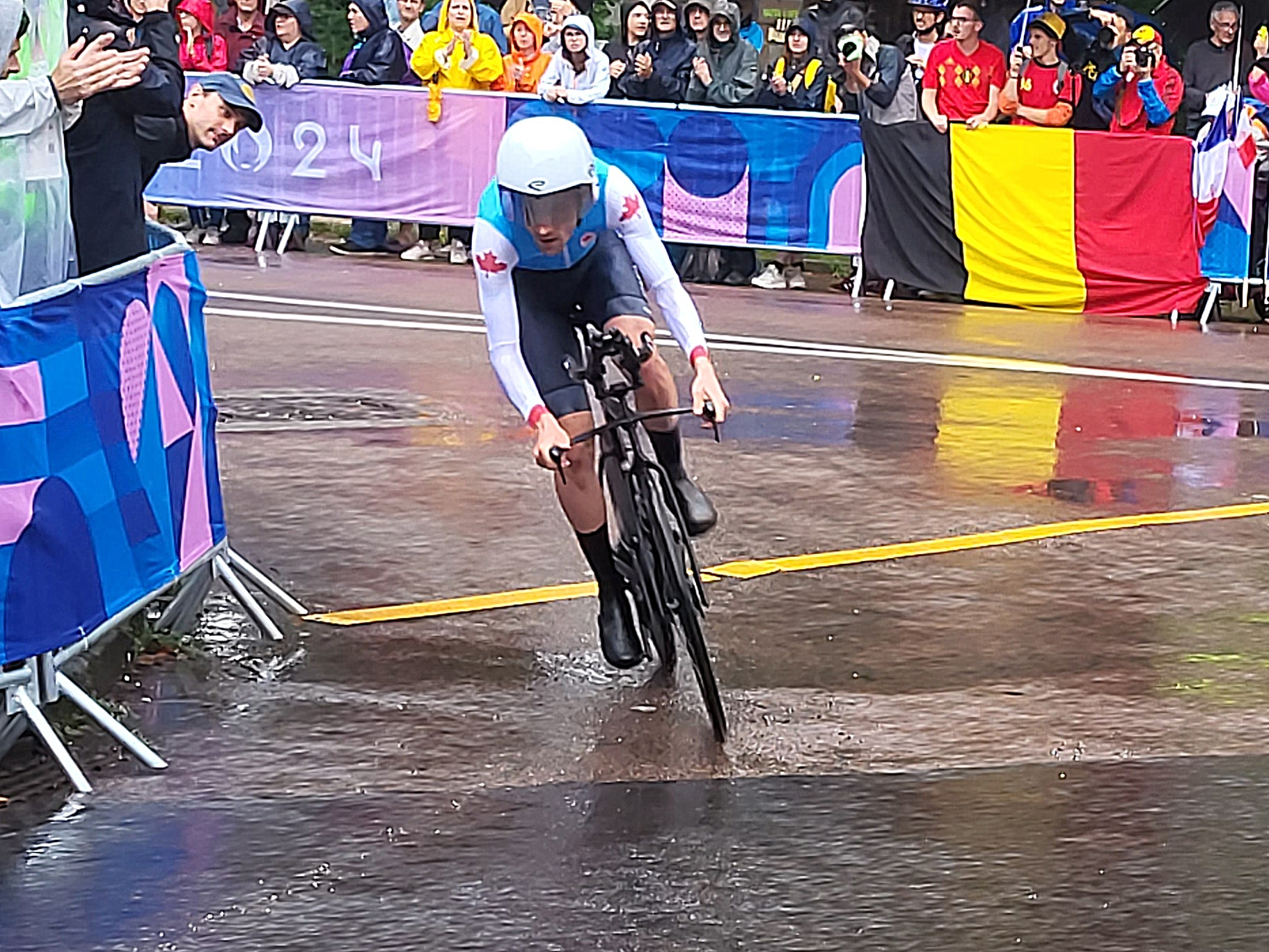
ديريك جي خلال التجربة الزمنية

شاركت كندا بفريق من أربعة راكبي دراجات على الطرق (امرأتان ورجلان). تأهلت كندا بحصولها على المركز الثامن عشر، وتأهلت بحصولها على المركز الحادي عشر في تصنيف الاتحاد الدولي للدراجات (UCI) لكل جنس.   تم تسمية الفريق النهائي في 25 يونيو 2024. 
| رياضي         | حدث                   | وقت      | رتبة |
| ------------- | --------------------- | -------- | ---- |
| ديريك جي      | سباق الطريق للرجال    | 6:26:57  | 44   |
| مايكل وودز    | سباق الطريق للرجال    | 6:26:57  | 41   |
| ديريك جي      | سباق ضد الزمن للرجال  | 38:28.17 | 20   |
| أوليفيا باريل | سباق الطريق للسيدات   | 4:07:16  | 44   |
| أليسون جاكسون | سباق الطريق للسيدات   | 4:04:23  | 19   |
| أوليفيا باريل | سباق ضد الزمن للسيدات | 43:03.58 | 20   |

### مسار
تأهلت كندا بفريق كامل في منافسات المضمار للرجال والسيدات (سبعة رياضيين لكل جنس)، بعد إصدار التصنيف الأولمبي النهائي للاتحاد الدولي للدراجات في 15 أبريل 2024.  وتم تسمية الفريق النهائي في 25 يونيو 2024. 
سباق السرعة – الدراجات الهوائية على المضمار
| الرياضي      | الحدث             | التصفيات | الجولة 1    | الملحق 1  | الجولة 2            | الملحق 2    | الجولة 3    | الملحق 3       | ربع النهائي    | نصف النهائي | النهائي / تحديد المركز |
| ------------ | ----------------- | -------- | ----------- | --------- | ------------------- | ----------- | ----------- | -------------- | -------------- | ----------- | ---------------------- |
|              |                   | الزمن    | السرعة كم/س | الترتيب   | الخصم               | الزمن       | السرعة كم/س | الخصم          | الزمن          | السرعة كم/س | الخصم                  |
| تايلر رورك   | سباق السرعة رجال  | 9.603    | 74.977      | 20 (تأهل) | كارلين (بريطانيا)   | خسر 10.149  | 72.296      | هلال (فرنسا)   | وامس (كندا)    | خسر 10.333  | 72.610                 |
| نيك وامس     | سباق السرعة رجال  | 9.612    | 74.906      | 21 (تأهل) | هوفمان (نيوزيلندا)  | خسر 10.208  | 74.596      | هلال (فرنسا)   | رورك (كندا)    | خسر 10.936  | 72.610                 |
| لورين جينيست | سباق السرعة سيدات | 10.310   | 69.835      | 12 (تأهل) | بايونا (كولومبيا)   | خسر 10.932  | 65.862      | أسري (ماليزيا) | أوتا (اليابان) | فازت 10.986 | 65.538                 |
| كيلسي ميتشل  | سباق السرعة سيدات | 10.285   | 70.005      | 10 (تأهل) | كوادرادو (كولومبيا) | فازت 10.850 | 66.359      | معفاة          | ساتو (اليابان) | خسر 10.816  | 66.568                 |

| رياضي                               | حدث                        | مؤهل                 | مؤهل | الجولة الأولى                       | الجولة الأولى | أخير                          | أخير |
| رياضي                               | حدث                        | وقت السرعة (كم/ساعة) | رتبة | المعارضة وقت السرعة (كم/ساعة)       | رتبة          | المعارضة وقت السرعة (كم/ساعة) | رتبة |
| ----------------------------------- | -------------------------- | -------------------- | ---- | ----------------------------------- | ------------- | ----------------------------- | ---- |
| جيمس هيدجكوك تايلر رورك نيك وامز    | سباق السرعة الجماعي للرجال | 43.905               | 8 س  | هولندا · ل 43.666 · 61.833          | 8             | الصين · ل 43.944 · 61.442     | 8    |
| لوريان جينست كيسي ميتشل سارة أوربان | سباق السرعة لفريق السيدات  | 45.578               | 8 س  | بريطانيا العظمى · ل 46.816 · 57.673 | 7             | بولندا · ل 47.631 · 56.686    | 8    |

| رياضي                                                 | حدث                 | مؤهل     | مؤهل | الدور نصف النهائي  | الدور نصف النهائي | أخير                | أخير |
| رياضي                                                 | حدث                 | وقت      | رتبة | الخصم نتائج        | رتبة              | الخصم نتائج         | رتبة |
| ----------------------------------------------------- | ------------------- | -------- | ---- | ------------------ | ----------------- | ------------------- | ---- |
| ديلان بيبيك مايكل فولي ماتياس جيلميت كارسون ماتيرن    | مطاردة فريق الرجال  | 3:48.964 | 8 س  | فرنسا · 3:49.245   | 8                 | بلجيكا · 3:54.517   | 7    |
| إيرين أتويل أريان بونهوم ماجي كولز ليستر سارة فان دام | مطاردة فريق السيدات | 4:12:205 | 8 س  | ألمانيا · 4:10.471 | 8                 | أستراليا · 4:12.097 | 8    |

| رياضي        | حدث          | الجولة الأولى | إعادة المباراة | ربع النهائي | الدور نصف النهائي | أخير |
| رياضي        | حدث          | رتبة          | رتبة           | رتبة        | رتبة              | رتبة |
| ------------ | ------------ | ------------- | -------------- | ----------- | ----------------- | ---- |
| جيمس هيدجكوك | كيرين للرجال | 5 ر           | 1 س            | 6           | لم يتأهل          |      |
| نيك وامز     | كيرين للرجال | 5 ر           | 2 س            | 6           | لم يتأهل          |      |
| لوريان جينست | كيرين نسائي  | 4 ر           | 1 س            | 6           | لم يتأهل          |      |
| كيسي ميتشل   | كيرين نسائي  | 4 ر           | 1 س            | 6           | لم يتأهل          |      |

| رياضي           | حدث            | سباق الخدش | سباق الخدش | سباق الإيقاع | سباق الإيقاع | سباق الإقصاء | سباق الإقصاء | سباق النقاط | سباق النقاط | المجموع | المجموع |
| رياضي           | حدث            | نقاط       | رتبة       | نقاط         | رتبة         | نقاط         | رتبة         | نقاط        | رتبة        | نقاط    | رتبة    |
| --------------- | -------------- | ---------- | ---------- | ------------ | ------------ | ------------ | ------------ | ----------- | ----------- | ------- | ------- |
| ديلان بيبيك     | أومنيوم للرجال | 10         | 16         | 1            | 21           | 18           | 12           | 0           | 19          | 29      | 19      |
| ماجي كولز ليستر | أومنيوم نسائي  | 38         | 2          | 22           | 10           | 36           | 3            | 5           | 15          | 101     | 9       |

| رياضي                        | حدث             | نقاط | لفات | رتبة |
| ---------------------------- | --------------- | ---- | ---- | ---- |
| مايكل فولي ماتياس جيلميت     | ماديسون للرجال  | -40  | =13  |      |
| أريان بونهوم ماجي كولز ليستر | ماديسون للسيدات | -40  | 15   |      |

### ركوب الدراجات الجبلية
تأهل كنديان من راكبي الدراجات الجبلية (واحد لكل جنس) من خلال تصنيفات الاتحاد الدولي للدراجات الجبلية الأولمبية في 28 مايو 2024.   وتم تسمية الفريق رسميًا في 25 يونيو 2024.  
| رياضي             | حدث                  | وقت     | رتبة |
| ----------------- | -------------------- | ------- | ---- |
| غونار هولمغرين    | سباق الضاحية للرجال  | 1:34:57 | 30   |
| إيزابيلا هولمغرين | سباق الضاحية للسيدات | 1:33:43 | 17   |

### بي إم إكس
تأهلت كندا لسباق دراجات حرة BMX من الذكور.  وقد حصلت على مكانها في الحصة من خلال بطولة العالم لسباقات الدراجات الحرة BMX لعام 2023 التي ينظمها الاتحاد الدولي للدراجات الهوائية . ويمثل هذا أول ظهور أولمبي لكندا في هذا المجال. 
| جيفري ويلي | سباحة حرة للرجال | 76.20 | 11 | 80.83 | 10 | 78.51 | 10 | 10 |

سباق
تأهلت متسابقة BMX كندية واحدة من خلال التصنيف الأولمبي النهائي لسباقات BMX في 4 يونيو 2024.  في 25 يونيو 2024، تم تعيين مولي سيمبسون رسميًا في الفريق. 
| رياضي        | حدث    | ربع النهائي | ربع النهائي | نصف النهائي | نصف النهائي | أخير   | أخير |
| رياضي        | حدث    | نقاط        | رتبة        | نقاط        | رتبة        | وقت    | رتبة |
| ------------ | ------ | ----------- | ----------- | ----------- | ----------- | ------ | ---- |
| مولي سيمبسون | للنساء | 7           | 4 س         | 11          | 7 س         | 35.833 | 5    |

## الغوص
تأهل خمسة غواصين كنديين (رجلان وثلاث سيدات). وحُصل على أماكن الحصص من خلال بطولة العالم للسباحة 2023 في فوكوكا ، اليابان؛ وبطولة العالم للألعاب المائية 2024 في الدوحة ، قطر. وتم تسمية الفريق النهائي في 19 يونيو 2024.   وفي 4 يوليو، أُعلن عن إعادة تخصيص مكان إضافي في حدث منصة 10 أمتار للسيدات لكيت ميلر . 
| رياضي                           | حدث                             | تمهيدي | تمهيدي  | نصف النهائي | نصف النهائي | أخير     | أخير     |
| رياضي                           | حدث                             | نقاط   | رتبة    | نقاط        | رتبة        | نقاط     | رتبة     |
| ------------------------------- | ------------------------------- | ------ | ------- | ----------- | ----------- | -------- | -------- |
| رايلان وينز                     | منصة 10 أمتار للرجال            | 485.25 | 3 س     | 468.40      | 5 س         | 445.60   | 7        |
| ناثان زسومبور موراي             | منصة 10 أمتار للرجال            | 407.20 | 10 سؤال | 410.80      | 10 سؤال     | 404.90   | 10       |
| رايلان وينز ناثان زسومبور موراي | منصة متزامنة 10 أمتار للرجال    | 422.13 | الثالث  |             |             |          |          |
| مارغو إيرلام                    | القفز من المنصة 3 أمتار للسيدات | 258.30 | 22      | لم يتقدم    | لم يتقدم    | لم يتقدم | لم يتقدم |
| كايلي ماكاي                     | منصة 10 أمتار للسيدات           | 324.90 | 3 س     | 308.85      | 7 س         | 364.50   | 4        |
| كيت ميلر                        | منصة 10 أمتار للسيدات           | 266.30 | 20      | لم يتقدم    | لم يتقدم    | لم يتقدم | لم يتقدم |
| كايلي ماكاي كيت ميلر            | منصة متزامنة 10 أمتار للسيدات   | 299.22 | 4       |             |             |          |          |

## الفروسية
تأهلت كندا بفريق كامل من تسعة فرسان (ثلاثة رجال وست نساء) (ثلاثة لكل تخصص).    تأهل الفرسان الكنديون بفريق كامل في رياضة الفروسية ورياضة الفروسية والقفز في دورة الألعاب الأمريكية 2023 في سانتياغو ، تشيلي.    

### ترويض الخيل

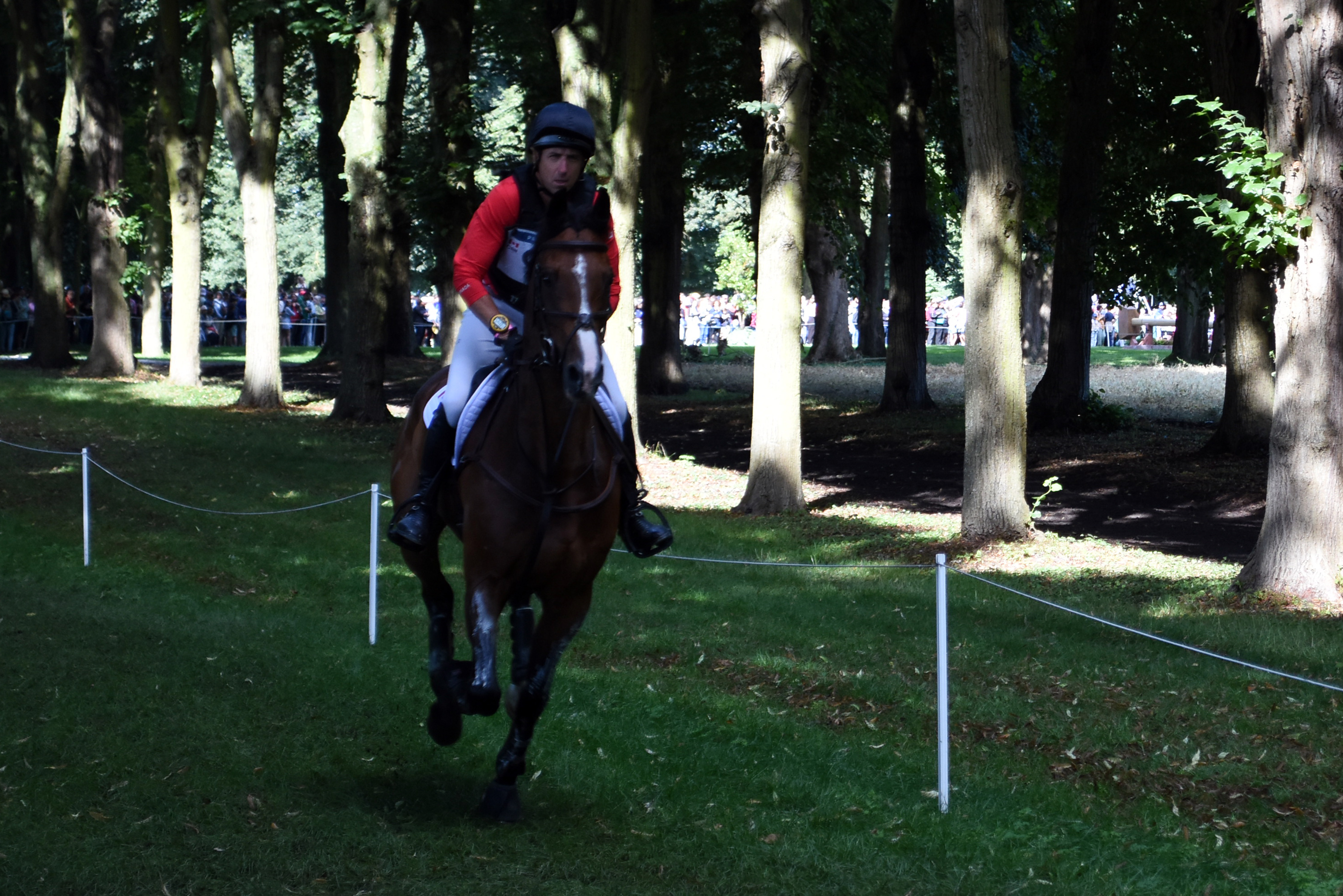
مايك وينتر خلال الجزء المخصص للجري الريفي من مسابقة الفروسية

تم تسمية فريق رياضة الفروسية رسميًا في 5 يوليو 2024.   في 26 يوليو 2024، تم استبدال جيل إيرفينج بكريس فون مارتلز ، بسبب مشاكل اللياقة البدنية مع حصانه السابق. 
| رياضي                                                       | حصان       | حدث  | الجائزة الكبرى | الجائزة الكبرى | الجائزة الكبرى الخاصة | الجائزة الكبرى الخاصة |
| رياضي                                                       | حصان       | حدث  | نتيجة          | رتبة           | نتيجة                 | رتبة                  |
| ----------------------------------------------------------- | ---------- | ---- | -------------- | -------------- | --------------------- | --------------------- |
| كاميل كارير بيرجيرون                                        | فنلندا     | فردي | 68.338         | 43             | 43                    |                       |
| كريس فون مارتلز                                             | كسوف الشمس | فردي | 66.863         | 49             | 49                    |                       |
| نعيمة موريرا لاليبرتيه                                      | رجل دولة   | فردي | 68.711         | 41             | 41                    |                       |
| كاميل كارير بيرجيرون كريس فون مارتلز نعيمة موريرا لاليبرتيه | انظر أعلاه | فريق | 203.912        | 11             | 11                    |                       |

### الفروسية
تم تسمية فريق رياضة الفروسية رسميًا في 5 يوليو 2024.  
| جيسيكا فينيكس                        | فريدوم جي اس | فردي | 35.40  | =43 | 32.40 | 67.80  | 49 | 0.00  | 67.80  | 38 | 67.80  | 38 |
| كارل سليزاك                          | هوت بوب      | فردي | 35.80  | =46 | 4.80  | 40.60  | 27 | 12.00 | 52.60  | 32 | 52.60  | 32 |
| مايك وينتر                           | إل موندو     | فردي | 35.20  | 42  | 14.40 | 49.60  | 38 | 44.00 | 53.60  | 35 | 53.60  | 35 |
| جيسيكا فينيكس كارل سليزاك مايك وينتر | انظر أعلاه   | فريق | 106.40 | 14  | 51.60 | 158.00 | 11 | 16.00 | 174.00 | 11 | 174.00 | 11 |

تم تسمية فريق القفز المكون من ثلاثة فرسان (رجل وامرأتان) في 26 يونيو 2024.   في 3 أغسطس، تم الإعلان عن استبدال إيمي ميلار بتيفاني فوستر للحدث الفردي. 
| إيرين بالارد                            | نيكا فد بيشوب | فردي | 4  | 37 | 37 |
| ماريو ديسلورييه                         | إيمرسون       | فردي | 4  | 31 | 31 |
| تيفاني فوستر                            | فيجور         | فردي | 8  | 50 | 50 |
| إيرين بالارد ماريو ديسلورييه إيمي ميلار | انظر أعلاه    | فريق | 32 | 14 | 14 |

## سياج
تأهلت كندا بـ 12 مبارزًا (سبعة رجال وخمس سيدات).  تأهلت الفرق الثلاثة: فرق الرجال والسيدات وفرق السيف للرجال، كأعلى فريق مؤهل للأمريكيتين، من خلال التصنيفات الأولمبية الرسمية المعدلة للاتحاد الدولي للمبارزة، وتأهلت باميلا بريند آمور في السيف الفردي للسيدات كأعلى فرد مؤهل من منطقة الأمريكتين.  تأهل نيكولاس تشانغ بفوزه ببطولة التصفيات الإقليمية للأمريكيتين في سان خوسيه، كوستاريكا .    تم تسمية الفريق الرسمي في 25 أبريل 2024.   في مايو 2024، حصلت روين شياو على مكان مخصص في حدث سيف المبارزة للسيدات، مما رفع عدد الفريق إلى 12 مبارزًا.  في 28 يوليو 2024، فازت إليانور هارفي بالميدالية البرونزية في حدث السيف الفردي للسيدات. وقد كانت هذه أول ميدالية أوليمبية لكندا في رياضة المبارزة . 

### المبارزة – فردي وفرق (رجال)

#### المبارزة سلاح الإيبيه – فردي
| الرياضي      | الدور 64                   | الدور 32 | الدور 16 | ربع النهائي | نصف النهائي | النهائي / مباراة الترتيب | الترتيب |
| ------------ | -------------------------- | -------- | -------- | ----------- | ----------- | ------------------------ | ------- |
| نيكولاس زانغ | لوغو (فنزويلا) – خسر 11–15 | لم يتأهل |          |             |             |                          | 34      |

#### المبارزة سلاح الشيش – فردي
| الرياضي               | الدور 64                           | الدور 32                      | الدور 16 | ربع النهائي | نصف النهائي | النهائي / مباراة الترتيب | الترتيب |
| --------------------- | ---------------------------------- | ----------------------------- | -------- | ----------- | ----------- | ------------------------ | ------- |
| بليك بروسزوس          | شيمبري (جزر العذراء) – فاز 15–8    | ماريني (إيطاليا) – خسر 9–15   | لم يتأهل |             |             |                          | 30      |
| دانيال غو             | أوليفيرا (الرأس الأخضر) – فاز 15–9 | تشيونغ (هونغ كونغ) – خسر 5–15 | لم يتأهل |             |             |                          | 32      |
| ماكسيميليان فان هاستر | إعفاء                              | بيانكي (إيطاليا) – خسر 4–15   | لم يتأهل |             |             |                          | 23      |

#### المبارزة سلاح الشيش – فرق
| الرياضيون                                                       | الدور الأول         | نصف نهائي الترتيب | مباراة المركز السابع | الترتيب |
| --------------------------------------------------------------- | ------------------- | ----------------- | -------------------- | ------- |
| بليك بروسزوس، دانيال غو، ماكسيميليان فان هاستر، بوغدان هاميلتون | اليابان – خسر 26–45 | الصين – خسر 32–45 | مصر – فاز 45–38      | 7       |

#### المبارزة سلاح السابر – فردي
| الرياضي       | الدور 64                        | الدور 32                     | الدور 16                 | ربع النهائي             | نصف النهائي | النهائي / مباراة الترتيب | الترتيب |
| ------------- | ------------------------------- | ---------------------------- | ------------------------ | ----------------------- | ----------- | ------------------------ | ------- |
| فارس عرفة     | إعفاء                           | سيلاجي (المجر) – فاز 15–8    | أبيتي (فرنسا) – فاز 15–8 | أوه (كوريا) – خسر 13–15 |             |                          | 8       |
| فرانسوا كوشون | دي تيلا (الأرجنتين) – خسر 13–15 | لم يتأهل                     |                          |                         |             |                          | 34      |
| شاؤول غوردون  | إعفاء                           | ساميلي (إيطاليا) – خسر 10–15 | لم يتأهل                 |                         |             |                          | 29      |

#### المبارزة سلاح السابر – فرق
| الرياضيون                                                  | الدور الأول                | نصف نهائي الترتيب | مباراة المركز السابع         | الترتيب |
| ---------------------------------------------------------- | -------------------------- | ----------------- | ---------------------------- | ------- |
| فارس عرفة، فرانسوا كوشون، شاؤول غوردون، أوليفييه ديزروسييه | كوريا الجنوبية – خسر 33–45 | مصر – خسر 41–45   | الولايات المتحدة – خسر 43–45 | 8       |

- تم تسمية كل من هاميلتون وديسروسييرز كبديلين لكنهما تنافسا في أحداث فريقهما على التوالي.

### المبارزة – فردي وفرق (سيدات)

#### المبارزة سلاح الإيبيه – فردي
| الرياضية   | الدور 64 | الدور 32                         | الدور 16                          | ربع النهائي | نصف النهائي | النهائي / مباراة الترتيب | الترتيب |
| ---------- | -------- | -------------------------------- | --------------------------------- | ----------- | ----------- | ------------------------ | ------- |
| رويين شياو | إعفاء    | مويلهوسن (البرازيل) – فازت 15–11 | كريفيتسكا (أوكرانيا) – خسرت 14–15 | لم تتأهل    |             |                          | 14      |

#### المبارزة سلاح الشيش – فردي
| الرياضية     | الدور 64 | الدور 32                       | الدور 16                               | ربع النهائي                     | نصف النهائي                           | النهائي / مباراة الترتيب     | الترتيب |
| ------------ | -------- | ------------------------------ | -------------------------------------- | ------------------------------- | ------------------------------------- | ---------------------------- | ------- |
| جيسيكا غو    | إعفاء    | إينوستروزا (تشيلي) – فازت 15–7 | سكراغز (الولايات المتحدة) – خسرت 11–15 | لم تتأهل                        |                                       |                              | 10      |
| إلينور هارفي | إعفاء    | يوتينغ (الصين) – فازت 12–8     | والتشيك (بولندا) – فازت 15–6           | فافاريتو (إيطاليا) – فازت 15–14 | سكراغز (الولايات المتحدة) – خسرت 9–15 | فولبي (إيطاليا) – فازت 15–12 | —       |
| يونجيا زانغ  | إعفاء    | تشينغيوان (الصين) – فازت 15–7  | باسطور (المجر) – خسرت 5–15             | لم تتأهل                        |                                       |                              | 16      |

#### المبارزة سلاح الشيش – فرق
| الرياضيات                            | الدور الأول       | نصف النهائي                   | مباراة الميدالية البرونزية | الترتيب |
| ------------------------------------ | ----------------- | ----------------------------- | -------------------------- | ------- |
| جيسيكا غو، إلينور هارفي، يونجيا زانغ | فرنسا – فزن 38–36 | الولايات المتحدة – خسرن 31–45 | اليابان – خسرن 32–33       | 4       |

#### المبارزة سلاح السابر – فردي
| الرياضية         | الدور 64 | الدور 32                       | الدور 16 | ربع النهائي | نصف النهائي | النهائي / مباراة الترتيب | الترتيب |
| ---------------- | -------- | ------------------------------ | -------- | ----------- | ----------- | ------------------------ | ------- |
| باميلا بريندامور | إعفاء    | غكونتورا (اليونان) – خسرت 3–15 | لم تتأهل |             |             |                          | 28      |

## كرة القدم

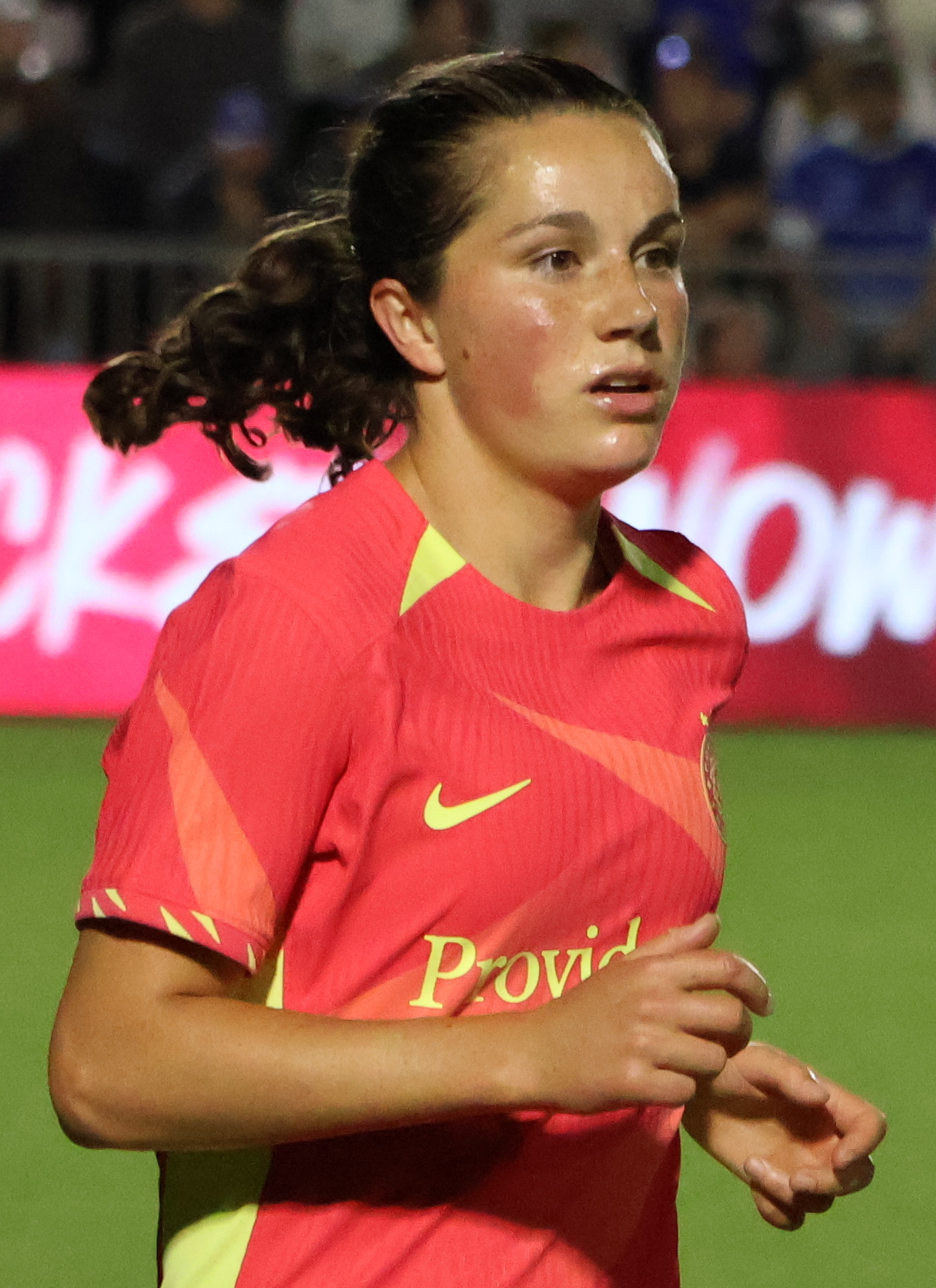
كان جيسي فليمنج قائد الفريق

تأهلت كندا بـ 18 رياضية (جميعهن سيدات) في رياضة كرة القدم. تأهل فريق السيدات في سبتمبر 2023. 
ملخص
| نساء كندا | بطولة السيدات | نيوزيلندا · فوز 2-1 | فرنسا · فوز 2-1 | كولومبيا · فوز 1–0 | 2 س | ألمانيا · L 0–0 (ب.و.إ.) 2–4 P | 7 |

### بطولة السيدات
تأهل منتخب كندا لكرة القدم للسيدات بعد هزيمة جامايكا في مباراة فاصلة من مباراتين في تصفيات الكونكاكاف ، في كينغستون ، جامايكا وتورنتو ، كندا. 
قائمة الفريق

### تشكيلة منتخب كندا النسائي لكرة القدم – الألعاب الأولمبية 2024
| الرقم | المركز      | اللاعبة             | تاريخ الميلاد (العمر)          | عدد المباريات الدولية | الأهداف | النادي            |
| ----- | ----------- | ------------------- | ------------------------------ | --------------------- | ------- | ----------------- |
| 1     | حارسة مرمى  | كايلين شيريدان      | 16 تموز 1995 (29 عامًا)         | 50                    | 0       | سان دييغو ويف     |
| 2     | مدافعة      | غابرييل كارل        | 12 تشرين الأول 1998 (25 عامًا)  | 46                    | 1       | واشنطن سبيريت     |
| 3     | مدافعة      | كاديشا بوكانان      | 5 تشرين الثاني 1995 (28 عامًا)  | 149                   | 6       | تشيلسي            |
| 4     | مهاجمة      | إيفلين فيان         | 6 شباط 1997 (27 عامًا)          | 31                    | 5       | روما              |
| 5     | وسط         | كوين                | 11 آب 1995 (28 عامًا)           | 100                   | 6       | سياتل رين         |
| 6     | مهاجمة      | كلوي لاكاس          | 7 تموز 1993 (31 عامًا)          | 36                    | 5       | أرسنال            |
| 7     | وسط         | جوليا غروسو         | 29 آب 2000 (23 عامًا)           | 63                    | 3       | يوفنتوس           |
| 8     | مدافعة      | جايد ريفيير         | 22 كانون الثاني 2001 (23 عامًا) | 45                    | 1       | مانشستر يونايتد   |
| 9     | مهاجمة      | جوردن هويتيما       | 8 أيار 2001 (23 عامًا)          | 81                    | 21      | سياتل رين         |
| 10    | مدافعة      | آشلي لورانس         | 11 حزيران 1995 (29 عامًا)       | 134                   | 8       | تشيلسي            |
| 11    | مهاجمة      | أدريانا ليون        | 2 تشرين الأول 1992 (31 عامًا)   | 114                   | 40      | أستون فيلا        |
| 12    | مدافعة      | جايد روز            | 12 شباط 2003 (21 عامًا)         | 21                    | 0       | هارفارد كريمسون   |
| 13    | وسط         | سيمي أوجوو          | 23 أيلول 2003 (20 عامًا)        | 17                    | 1       | يو إس سي تروجانز  |
| 14    | مدافعة      | فانيسا جيليس        | 11 آذار 1996 (28 عامًا)         | 41                    | 4       | ليون              |
| 15    | مهاجمة      | نيشيل برينس         | 19 شباط 1995 (29 عامًا)         | 97                    | 16      | كانساس سيتي كارنت |
| 16    | مهاجمة      | جانين بيكي          | 20 آب 1994 (29 عامًا)           | 105                   | 36      | بورتلاند ثورنز    |
| 17    | وسط (قائدة) | جيسي فليمنغ (قائدة) | 11 آذار 1998 (26 عامًا)         | 132                   | 19      | بورتلاند ثورنز    |
| 18    | حارسة مرمى  | سابرينا دانجيلو     | 11 أيار 1993 (31 عامًا)         | 16                    | 0       | أرسنال            |
| 20    | مدافعة      | شيلينا زادورسكي     | 24 تشرين الأول 1992 (31 عامًا)  | 100                   | 6       | وست هام يونايتد   |

### نتائج مباريات منتخب كندا النسائي – دورة الألعاب الأولمبية 2024
| التاريخ      | التوقيت | المباراة                             | الأهداف الكندية          | الأهداف الخصم | النتيجة                        | الملعب                        | الحضور | الحكم                          |
| ------------ | ------- | ------------------------------------ | ------------------------ | ------------- | ------------------------------ | ----------------------------- | ------ | ------------------------------ |
| 25 تموز 2024 | 17:00   | كندا 2–1 نيوزيلندا                   | لاكاس 45+4’، فيان 79’    | باري 13’      | فوز كندا                       | ملعب جوفروي غيشار، سانت إتيان | 2,674  | تيس أولوفسون (السويد)          |
| 28 تموز 2024 | 21:00   | فرنسا 1–2 كندا                       | فليمنغ 58’، جيليس 90+12’ | كاتوتو 42’    | فوز كندا                       | ملعب جوفروي غيشار، سانت إتيان | 17,550 | بوشرا كربوبي (المغرب)          |
| 31 تموز 2024 | 21:00   | كولومبيا 0–1 كندا                    | جيليس 61’                | —             | فوز كندا                       | ملعب نيس، نيس                 | 5,388  | ريبيكا ويلش (بريطانيا)         |
| 3 آب 2024    | 19:00   | كندا 0–0 ألمانيا (بعد الوقت الإضافي) | —                        | —             | خسرت كندا بركلات الترجيح (2–4) | ملعب مرسيليا، مرسيليا         | 12,517 | إدينا ألفيس باتيستا (البرازيل) |

## الجولف
تأهلت كندا بأربعة لاعبين (اثنان لكل جنس).   تأهل جميع اللاعبين الأربعة بناءً على مراكزهم في التصنيف الأولمبي للاتحاد الدولي لألعاب القوى للرجال والنساء. في 16 يونيو 2024، تم تأكيد مشاركة كلا اللاعبين.    وفي الوقت نفسه، تم تسمية فريق السيدات في 24 يونيو 2024.  
| رياضي        | حدث        | الجولة الأولى | الجولة الثانية | الجولة الثالثة | الجولة الرابعة | المجموع | المجموع | المجموع |
| رياضي        | حدث        | نتيجة         | نتيجة          | نتيجة          | نتيجة          | نتيجة   | بار     | رتبة    |
| ------------ | ---------- | ------------- | -------------- | -------------- | -------------- | ------- | ------- | ------- |
| كوري كونرز   | مِلك الرجال | 68            | 69             | 69             | 66             | 272     | -12     | ت9      |
| نيك تايلور   | مِلك الرجال | 70            | 73             | 68             | 69             | 280     | -4      | ت30     |
| بروك هندرسون | للنساء     | 74            | 73             | 67             | 71             | 285     | -3      | ت13     |
| ألينا شارب   | للنساء     | 71            | 76             | 77             | 73             | 297     | +9      | تي42    |

## الجمباز
تأهلت كندا بـ 11 لاعب جمباز (خمسة رجال وست نساء).  تنافس عشرة لاعبين جمباز (خمسة لكل جنس) في فعاليات الجمباز الفني، بينما تنافست لاعبة جمباز واحدة في الترامبولين. 
تأهلت كندا بفريقين كاملين من خمسة لاعبين في الجمباز الفني.   تأهل فريق السيدات بعد فوزه بالميدالية البرونزية في الفريق الشامل في بطولة العالم 2022 في ليفربول ، بريطانيا العظمى.  تأهل فريق الرجال بعد احتلاله المركز بين أفضل تسع دول لم تتأهل بعد في بطولة العالم 2023 في أنتويرب ، بلجيكا.  كانت هذه هي المرة الأولى منذ عام 2008 التي يتأهل فيها الرجال الكنديون بفريق كامل.  تم تسمية الفريق النهائي في 28 يونيو 2024.  أصبحت إيلي بلاك أول لاعبة جمباز فني كندية تتنافس في أربع دورات أولمبية. 
فريق
| رياضي          | حدث    | مؤهل        | مؤهل | مؤهل   | مؤهل   | مؤهل   | مؤهل   | مؤهل    | مؤهل | أخير   | أخير   | أخير   | أخير   | أخير   | أخير   | أخير    | أخير |
| رياضي          | حدث    | جهاز        | جهاز | جهاز   | جهاز   | جهاز   | جهاز   | المجموع | رتبة | جهاز   | جهاز   | جهاز   | جهاز   | جهاز   | جهاز   | المجموع | رتبة |
| -------------- | ------ | ----------- | ---- | ------ | ------ | ------ | ------ | ------- | ---- | ------ | ------ | ------ | ------ | ------ | ------ | ------- | ---- |
| رياضي          | حدث    | زاكاري كلاي | فريق | 13.733 | 12.900 | 14.133 |        | المجموع | رتبة |        |        |        |        |        |        | المجموع | رتبة |
| رينيه كورنوير  | 13.333 | 13.033      | فريق | 13.933 | 13.766 | 14.333 | 12.400 | 80.798  | 26   | 10.566 | 12.866 | 14.400 | 14.266 | 13.600 |        |         |      |
| فيليكس دولشي   | 14.133 | 11.133      | فريق | 13.366 | 14.333 | 14.400 | 14.133 | 81.498  | 22   | 13.966 | 13.633 | 14.300 | 13.566 | 13.966 |        |         |      |
| وليام إيمارد   | 14.000 | 14.400      | فريق | 14.266 | 11.066 | 13.833 | 13.366 | 14.466  |      |        |        |        |        |        |        |         |      |
| صموئيل زاكوتني | 13.233 | 12.233      | فريق | 12.600 | 13.633 | 13.966 | 14.033 | 79.698  | 26   | 13.400 | 13.266 | 14.333 | 13.500 |        |        |         |      |
| المجموع        | 41.466 | 38.999      | فريق | 41.699 | 42.365 | 42.699 | 40.566 | 247.794 | 8 س  | 41.199 | 37.965 | 39.865 | 43.166 | 42.165 | 41.066 | 245.426 | 8    |

النهائيات الفردية
| رياضي        | حدث    | مؤهل          | مؤهل | مؤهل                    | مؤهل                    | مؤهل                    | مؤهل                    | مؤهل                    | مؤهل                    | أخير                    | أخير                    | أخير   | أخير   | أخير   | أخير   | أخير    | أخير |        |        |        |    |
| رياضي        | حدث    | جهاز          | جهاز | جهاز                    | جهاز                    | جهاز                    | جهاز                    | المجموع                 | رتبة                    | جهاز                    | جهاز                    | جهاز   | جهاز   | جهاز   | جهاز   | المجموع | رتبة |        |        |        |    |
| ------------ | ------ | ------------- | ---- | ----------------------- | ----------------------- | ----------------------- | ----------------------- | ----------------------- | ----------------------- | ----------------------- | ----------------------- | ------ | ------ | ------ | ------ | ------- | ---- | ------ | ------ | ------ | -- |
| رياضي        | حدث    | رينيه كورنوير | شامل | انظر نتائج الفريق أعلاه | انظر نتائج الفريق أعلاه | انظر نتائج الفريق أعلاه | انظر نتائج الفريق أعلاه | انظر نتائج الفريق أعلاه | انظر نتائج الفريق أعلاه | انظر نتائج الفريق أعلاه | انظر نتائج الفريق أعلاه | 13.600 | 13.100 | 13.700 | 13.733 | المجموع | رتبة | 14.300 | 13.300 | 81.733 | 17 |
| فيليكس دولشي | 14.366 | 12.533        | شامل | انظر نتائج الفريق أعلاه | انظر نتائج الفريق أعلاه | انظر نتائج الفريق أعلاه | انظر نتائج الفريق أعلاه | انظر نتائج الفريق أعلاه | انظر نتائج الفريق أعلاه | انظر نتائج الفريق أعلاه | انظر نتائج الفريق أعلاه | 13.766 | 14.366 | 14.333 | 11.733 | 81.097  | 20   |        |        |        |    |

| رياضي       | حدث      | مؤهل      | مؤهل | مؤهل     | مؤهل   | مؤهل    | مؤهل     | أخير   | أخير   | أخير   | أخير   | أخير    | أخير |        |        |        |        |
| رياضي       | حدث      | جهاز      | جهاز | جهاز     | جهاز   | المجموع | رتبة     | جهاز   | جهاز   | جهاز   | جهاز   | المجموع | رتبة |        |        |        |        |
| ----------- | -------- | --------- | ---- | -------- | ------ | ------- | -------- | ------ | ------ | ------ | ------ | ------- | ---- | ------ | ------ | ------ | ------ |
| رياضي       | حدث      | إيلي بلاك | فريق | 14.000 س | 14.166 | المجموع | رتبة     | 13.100 | 13.400 | 54.766 | 9 س    | المجموع | رتبة | 14.166 | 12.800 | 14.300 | 13.633 |
| كاسي لي     | 12.166   | 13.466    | فريق | 12.366   | 13.333 | 12.600  |          |        |        |        |        |         |      |        |        |        |        |
| شالون أولسن | 14.166 س | 14.400    | فريق |          |        |         |          |        |        |        |        |         |      |        |        |        |        |
| آفا ستيوارت | 13.600   | 13.466    | فريق | 12.633   | 12.633 | 52.332  | 26 سؤالًا | 13.300 | 13.500 | 13.800 |        |         |      |        |        |        |        |
| أوريلي تران | 13.166   | 13.5      | فريق | 12.066   | 13.066 | 51.798  | 29       | 13.500 | 13.100 |        |        |         |      |        |        |        |        |
| المجموع     | 42.133   | 41.132    | فريق | 39.199   | 39.099 | 161.563 | 6 س      | 41.866 | 39.800 | 41.433 | 39.333 | 162.432 | 5    |        |        |        |        |

| رياضي       | حدث    | مؤهل      | مؤهل   | مؤهل                    | مؤهل                    | مؤهل                    | مؤهل                    | أخير                    | أخير                    | أخير   | أخير   | أخير    | أخير |        |        |        |   |
| رياضي       | حدث    | جهاز      | جهاز   | جهاز                    | جهاز                    | المجموع                 | رتبة                    | جهاز                    | جهاز                    | جهاز   | جهاز   | المجموع | رتبة |        |        |        |   |
| ----------- | ------ | --------- | ------ | ----------------------- | ----------------------- | ----------------------- | ----------------------- | ----------------------- | ----------------------- | ------ | ------ | ------- | ---- | ------ | ------ | ------ | - |
| رياضي       | حدث    | إيلي بلاك | شامل   | انظر نتائج الفريق أعلاه | انظر نتائج الفريق أعلاه | انظر نتائج الفريق أعلاه | انظر نتائج الفريق أعلاه | انظر نتائج الفريق أعلاه | انظر نتائج الفريق أعلاه | 14.100 | 14.066 | المجموع | رتبة | 12.933 | 13.700 | 54.799 | 6 |
| آفا ستيوارت | 13.333 | 12.633    | شامل   | انظر نتائج الفريق أعلاه | انظر نتائج الفريق أعلاه | انظر نتائج الفريق أعلاه | انظر نتائج الفريق أعلاه | انظر نتائج الفريق أعلاه | انظر نتائج الفريق أعلاه | 13.166 | 12.500 | 51.632  | 19   |        |        |        |   |
| إيلي بلاك   | قبو    | 14.000    | 14.000 | 8 س                     | 13.933                  | 13.933                  | 6                       |                         |                         |        |        |         |      |        |        |        |   |
| شالون أولسن | قبو    | 14.166    | 14.166 | 7 س                     | 13.366                  | 13.366                  | 8                       |                         |                         |        |        |         |      |        |        |        |   |

تأهلت لاعبة ترامبولين كندية واحدة إلى بطولة العالم 2023 في برمنغهام ، بريطانيا العظمى.   وتم تسمية الفريق النهائي في 28 يونيو 2024. 
| رياضي        | حدث    | مؤهل   | مؤهل | أخير   | أخير   |
| رياضي        | حدث    | نتيجة  | رتبة | نتيجة  | رتبة   |
| ------------ | ------ | ------ | ---- | ------ | ------ |
| صوفيان ميثوت | للنساء | 54.640 | 8    | 55.650 | الثالث |

## الجودو
تأهلت كندا سبعة لاعبين جودو (ثلاثة ذكور وأربع إناث).  تأهل خمسة من لاعبي الجودو من خلال تصنيفهم ضمن أفضل 17 مركزًا في قائمة التصنيف العالمية للاتحاد الدولي للجودو في 25 يونيو 2024.  وفي الوقت نفسه، حصلت كيلي ديجوتشي على مكان في الحصة القارية كأعلى لاعبة جودو كندية تصنيفًا لم تتأهل بالفعل.  وأخيرًا، حصلت آنا لورا بورتووندو إيساسي على حصة من خلال دعوة فريق، وسيُسمح لها أيضًا بالبدء في حدثها الفردي.  تم تسمية الفريق النهائي في 27 يونيو 2024.   في 29 يوليو 2024، أصبحت كريستا ديجوتشي أول كندية تفوز بميدالية ذهبية أولمبية في الجودو . 
| الرياضي / الرياضية        | الفئة        | الدور الأول | دور الـ32                     | دور الـ16                    | ربع النهائي                 | نصف النهائي            | الإعادة (رِبيشاج)            | النهائي / مباراة الميدالية | الترتيب |
| ------------------------- | ------------ | ----------- | ----------------------------- | ---------------------------- | --------------------------- | ---------------------- | --------------------------- | -------------------------- | ------- |
| آرثر مارجيليدون           | رجال 73 كغ   | —           | خوجازودا (طاجيكستان) ✅ 01–00 | فاندتكه (ألمانيا) ✅ 10–00   | حيدرُف (أذربيجان) ❌ 00–10   | —                      | لومباردو (إيطاليا) ❌ 00–10 | —                          | =7      |
| فرانسوا غوتييه-دريبو      | رجال 81 كغ   | معفى        | فيرناندو (البرتغال) ✅ 10–00  | غانديا (بورتو ريكو) ✅ 10–00 | إسبوزيتو (إيطاليا) ❌ 00–10 | —                      | كاس (بلجيكا) ❌ 00–01       | —                          | =7      |
| شادي إلنهّاس               | رجال 100 كغ  | —           | معفى                          | آيش (سويسرا) ❌ 00–01        | —                           | —                      | —                           | =9                         |         |
| كيلي ديغوتشي              | سيدات 52 كغ  | —           | آبي (اليابان) ❌ 00–11        | —                            | —                           | —                      | =17                         |                            |         |
| كريستا ديغوتشي            | سيدات 57 كغ  | —           | معفى                          | خيمينيز (بنما) ✅ 10–00      | بيريشيتش (صربيا) ✅ 01–00   | سيسيك (فرنسا) ✅ 10–00 | معفى                        | مي-مي (كوريا) ✅ 10–00     | —       |
| كاثرين بوشمان-بينار       | سيدات 63 كغ  | —           | معفى                          | أوزباش (هنغاريا) ✅ 10–00    | ليشكي (سلوفينيا) ❌ 00–01   | —                      | فازليو (كوسوفو) ❌ 00–01    | —                          | =7      |
| آنا لورا بورتووندو إيساسي | سيدات +78 كغ | —           | مارينكو (نيكاراغوا) ❌ 00–01  | —                            | —                           | —                      | =17                         |                            |         |

| رياضي | حدث  | دور الـ32               | دور الـ16      |
| رياضي | حدث  | المعارضة نتيجة          | المعارضة نتيجة |
| --- | ---- | ----------------------- | -------------- |
| آرثر مارغيلدون فرانسوا غوتييه درابو شادي النحاس كيلي ديغوتشي كريستا ديجوتشي كاثرين بوشيمن-بينارد آنا لورا بورتووندو إيساسي | فريق | أوزبكستان (UZB) · ل 0–4 | =9             |

## تجديف
تأهلت كندا بقاربين و11 مجدفًا (مجدافين خفيفي الوزن للسيدات وثمانية) إلى بطولة العالم للتجديف 2023 في بلغراد ، صربيا.   تم تسمية الفريق النهائي في 20 يونيو 2024. 
| رياضي | حدث                                | تسخينات | تسخينات | إعادة المباراة | إعادة المباراة | الدور نصف النهائي | الدور نصف النهائي | أخير    | أخير |
| رياضي | حدث                                | وقت     | رتبة    | وقت            | رتبة | وقت               | رتبة              | وقت     | رتبة |
| --- | ---------------------------------- | ------- | ------- | -------------- | --- | ----------------- | ----------------- | ------- | ---- |
| جينيفر كاسون جيل موفات | قوارب التجديف المزدوجة خفيفة الوزن | 7:09.45 | 3 R     | 7:16.81        | 2 SF | 7:13.36           | 5 FB              | 7:04.82 | 8    |
| أبيجيل دنت كايلي فيلمر كاسيا جروشالا-ويسيرسكي مايا ميشكوليت سيدني باين جيسيكا سيفك كريستينا ووكر أفالون ويستنيز كريستين كيت c | ثمانية                             | 6:21.31 | 3 R     | 6:04.81        | colspan=2 data-sort-value="" style="background: #ececec; color: #2C2C2C; vertical-align: middle; text-align: center; " class="table-na" \| — | 5:58.84           | الثاني            |         |      |